# Histoire des Juifs en Inde
Vous lisez un « article de qualité » labellisé en 2005.
 (octobre 2023).

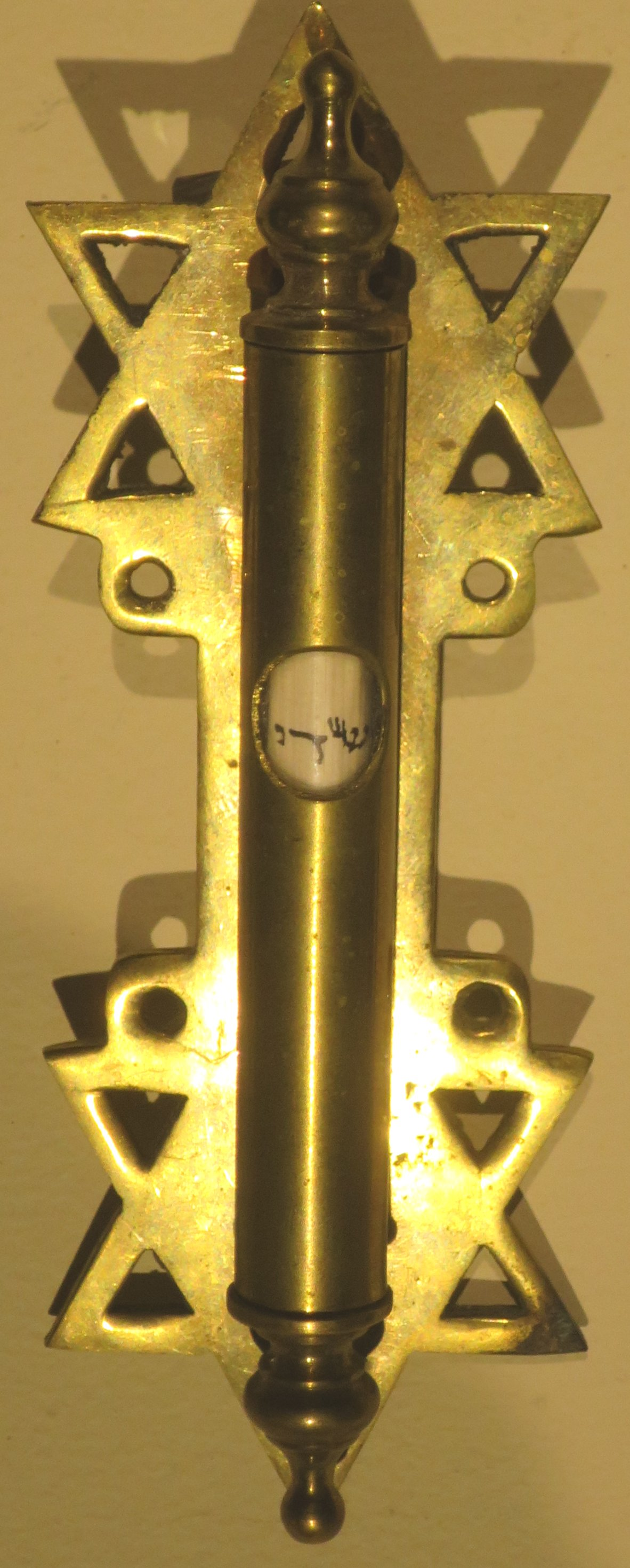
Mezuzah au Maharashtra

L'histoire des Juifs en Inde recouvre celle de trois communautés juives historiques totalisant six mille membres (1997), chacune dans une aire géographique très déterminée : la communauté de Cochin dans le Sud du sous-continent, les Bene Israël dans les environs de Bombay et la communauté Juifs Baghdadi (« ceux de Bagdad ») aux alentours de Calcutta et de Bombay. La communauté de Cochin est elle-même divisée en deux groupes : les « Juifs noirs », plus anciens, et les « Juifs blancs », d'origine plus récente.
Les Juifs noirs de Cochin et les Bene Israël sont les deux communautés les plus anciennes, et bien que les documents sur leur histoire soient très ténus, leur installation sur la côte ouest de l'Inde en suivant les routes commerciales depuis le Moyen-Orient remonte probablement au Ier millénaire de l'ère chrétienne. Au cours de leur histoire et jusqu'au XVIIIe siècle, ces deux communautés sont restées séparées, sans contact l'une avec l'autre. Les contacts avec le reste du monde juif furent également ténus, plus encore pour les Bene Israël de Bombay que pour les Juifs de Cochin, qui conservèrent quelques liens avec l'extérieur. Les Juifs blancs de Cochin et les Juifs Baghdadi ont une origine plus récente, liée à l'expansion occidentale dans la région : XVIe et XVIIe siècles pour les « Juifs blancs » de Cochin, d'origine moyen-orientale et européenne, et début du XIXe siècle pour les Baghdadi, d'origine moyen-orientale. Ces deux groupes conservèrent toujours d'importants contacts avec le reste du monde juif.
Le caractère non prosélyte de la mentalité traditionnelle indienne a permis une structuration de ces communautés en castes endogames, sans persécution manifeste. L'indianisation des cultures et des apparences physiques est corrélée avec l'ancienneté des communautés et leur isolement : très forte pour les Juifs noirs de Cochin et les Bene Israël de Bombay, partielle pour les Juifs blancs de Cochin (qui ont cependant adopté la langue locale) et très faible pour les Baghdadi, partagés entre une culture d'origine moyen-orientale et une anglicisation devenue très forte au cours du XIXe siècle. L'influence indienne peut se lire dans la forte réticence des différents groupes juifs indiens à se marier entre eux, l'endogamie, conformément à la règle indienne régissant les jāti, restant la règle.
L'irruption de la colonisation occidentale dans la région, d'abord portugaise et néerlandaise, puis britannique, a entraîné des mouvements de population (en particulier l'arrivée des « Juifs blancs » de Cochin et des Baghdadi). Elle a entraîné également des interactions croissantes avec les pouvoirs coloniaux, particulièrement avec le raj britannique. Il en est découlé une occidentalisation parfois très forte, ainsi qu'une révolution considérable dans les modes de vie des communautés. Après l'indépendance de l'Inde (en 1947) et la création de l'Etat d'Israël le 14 mai 1948 et malgré l'absence de tensions spécifiques avec le nouvel État indépendant (sauf au Pakistan), la majorité des Juifs d'Inde ont émigré vers Israël dans les années 1950 et 1960. En 2020 à Cochin notamment, il ne restait qu'une poignée de Juifs âgés dans la ville (cinq à dix Juifs).
Outre les membres juifs des divers corps diplomatiques, il existe également deux autres groupes se réclamant aujourd'hui du Judaïsme : les "Bnei Menashe", de langue Mizo, vivant au Manipur et au Mizoram. Ils se sont proclamés juifs dans les années 1950, et disent descendre de la tribu de Manassé. Les Bene Ephraïm (ou Juifs Telugu), sont un petit groupe parlant le Telugu, dont l'observance du judaïsme date de 1981.
En 2016, la population juive indienne est estimée à 5 000 personnes. Ils disposent du statut de « minorité » au Bengale-Occidental (43 Juifs) et depuis 2016 au Maharashtra (1000 Juifs). Ce statut facilite les actes d'état civil et la vie culturelle.

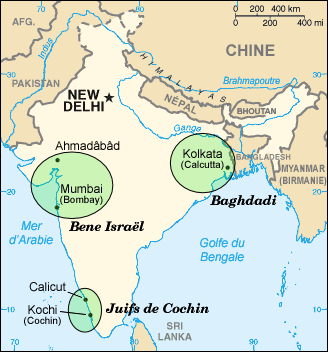
Carte des communautés indiennes avant leur immigration.

## La communauté du Kérala
Il existait, jusqu'à leur émigration vers Israël, trois groupes juifs vivant à Cochin, organisés dans un système de castes endogames inspirées du modèle indien. L'une de ces castes, les « Juifs blancs » ou paradesi (« étrangers »), s'est installée dans la région au XVIe siècle, venue de la péninsule Ibérique et du Moyen-Orient. Les deux autres groupes, ou « Juifs noirs », sont présents sur la côte de Malabar depuis le premier millénaire de l'ère chrétienne, et se sont totalement indianisés, tant en termes d'apparence physique que de culture[réf. nécessaire].

### Légendes des origines
Les origines lointaines des Juifs de Cochin sont mal connues, et ont donné naissance à diverses légendes, les Juifs de Cochin eux-mêmes en ayant présenté des variantes quelque peu différentes selon les époques[réf. nécessaire].

#### Le compte-rendu de Moses Pereira de Paiva
En 1685, Moses Pereira de Paiva, un membre d'une délégation de Juifs d'Amsterdam, recueille les traditions des « juifs blancs » sur leurs origines. D'après celles-ci, 70 à 80 Juifs auraient, depuis Majorque, immigré pour une raison non précisée dans le Malabar en 370 de l'ère chrétienne. En 379, le roi Cheran Perumal aurait donné à leur chef Joseph Rabban la ville de Cranganore en possession perpétuelle. Le groupe aurait été rejoint en 499 par un grand nombre d'autres Juifs à l'origine imprécise, les deux groupes formant l'origine des « Juifs blancs » du Malabar. Les « Juifs noirs », sensiblement plus nombreux, descendraient de 25 esclaves achetés sur place, convertis puis libérés par leurs maîtres. Cette tradition est manifestement une invention tardive, les premiers « Juifs blancs » étant arrivés au XVIe siècle. Joseph Rabban a bien existé, puisque son nom apparait sur un document du Xe siècle, mais c'est d'une part un personnage bien plus tardif que le IVe siècle indiqué à de Paiva, et Rabban est d'autre part plus un ancêtre des « Juifs noirs » que des Paradesi (Synagogue Paradesi). Quelques « Juifs noirs », dont des descendants revendiqués de rabban, semblent cependant avoir été intégrés aux « Juifs blancs » au XVIe siècle, et les Paradesi des époques postérieures peuvent donc, même partiellement, se réclamer de sa descendance.
Ce mythe fondateur montre sans doute la volonté de la petite communauté Paradesi (25 familles de « Juifs blancs » contre 465 familles de « Juifs noirs » recensés par de Paiva) tout autant d'affirmer sa légitimité dans le pays par sa supposée ancienneté, que sa domination sur les deux castes des malabari (comme les nomme de Paiva), renvoyées à une origine servile[réf. nécessaire].

#### Les peintures de la synagogue desParadesi
Dans la seconde moitié du XXe siècle, S. S. Koder indique que les Juifs de Cochin pensent être présents dans la région depuis la destruction du Second Temple de Jérusalem par les armées de Titus Vespasien, en 70. La communauté se serait d'abord concentrée à Cranganore (Kodungallur) où, d'après sa tradition, elle aurait même eu une principauté autonome. Pour les Malabari, ce sont les « Juifs blancs » qui sont les derniers venus, d'où le terme de Paradesi (« étrangers ») qu'ils leur attribuent. Preuve du flou entourant les origines, et au contraire de la relation faite à de Paiva en 1685, celle faite au théologien écossais Claudius Buchanan en 1807 admet la venue de « fils d'Israël, qui vinrent du pays d'Ashkénaze [l'Allemagne], d'Égypte, de Tsoba [Syrie] et d'autres lieux » lors du déplacement à Cochin (donc au XVIe siècle), soit l'origine manifeste des paradesi.
En 1968, pour le quatrième centenaire de la construction de la synagogue des Paradesi, ces derniers ont commandé une série de dix tableaux retraçant l'histoire légendaire de leur communauté. Ces tableaux retraçant les étapes essentielles doivent être pris pour ce qu'ils sont, à savoir « une narration sentimentale [du] passé, créant des légendes. […] La légende des Juifs de Cochin […] insiste sur la continuité avec deux lieux sacrés, l'ancien Israël et leur ancienne résidence locale à Cranganore ou, comme connue par la géographie juive médiévale, Shingly ». Faute de documents, la plus grande partie de ces légendes ne peuvent être ni validées ni rejetées, même si certains aspects limités ont pu être confirmés ou infirmés. Chez les Juifs de Cochin, il existe des variantes de l'histoire racontées par ces peintures, qui n'en sont donc qu'une version. Pour l'essentiel, la relation des tableaux ressemble fortement à celle présentée en hébreu à Claudius Buchanan en 1807.
La première peinture montre un bazar de Cranganore à l'époque du roi Salomon (Xe siècle avant notre ère), et le commentaire de la peinture indique que l'Inde exportait déjà ses marchandises vers la Palestine à cette époque.
Les seconde et troisième peintures racontent la fuite des Juifs après la destruction du second temple de Jérusalem (en 70 de l'ère chrétienne) et leur arrivée à Shingly / Cranganore en 72. On peut noter que la date d'arrivée en Inde a encore reculé par rapport à celle donnée à de Paiva en 1685.
Les quatrième et cinquième peintures montrent l'accueil favorable du Râja de Cranganore (en 72), puis la donation à Joseph Rabban du fief de Anjuvannam en 379, ce qui permit qu'« un royaume juif fut établi à Cranganore ».
La sixième peinture montre la discorde entre Juifs lévites et non lévites de Cranganore, ce qui est peut-être le souvenir d'affrontement entre Juifs Paradesi (« blancs ») et Juifs Malabari (« noirs »), ou entre factions Malabari.
La septième peinture montre la construction de la synagogue de Cochin en 1568 (par les Paradesi) après la fuite de Cranganore.
La huitième peinture explique la fuite de Cranganore en 1524 à la suite de « la destruction de Cranganore par les Portugais et les Turcs […]. Joseph Azar, le dernier prince juif s'enfuit à Cochin avec sa femme […]. Les juifs se placèrent sous la protection du mahârâja de Cochin ». La relation faite à Claudius Buchanan en 1807 ajoute que la population juive à Cranganore avait été très importante, et que ce sont ces massacres et la fuite à Cochin qui ont réduit la communauté « à un petit nombre » (environ deux mille personnes en 1781, donc sans doute un chiffre proche en 1807)[réf. nécessaire].
La neuvième peinture insiste sur les bonnes relations entre Juifs et Hindous, en relatant un cadeau fait aux Juifs en 1805 par le mahârâja de Travancore, voisin de Cochin, et où se trouvait une petite communauté.
Enfin le dixième tableau relate la réception du mahârâja à la synagogue en 1949, célébrant l'indépendance d'Israël, et annonçant de fait l'émigration vers le nouvel État.
Il est notable qu'à l'exception possible et indirecte de la sixième peinture, les différences de communautés, de castes ou d'origine entre Juifs Paradesi et Malabari ne soient jamais abordées, au contraire de la relation faite à de Paiva en 1685, qui insistait sur ces différences en les justifiant. Ces peintures datent en effet de 1968, après l'abolition des castes et l'émigration vers Israël[réf. nécessaire].

### L'histoire
Au-delà des légendes locales, les historiens ont cherché à définir l'origine de la communauté[réf. nécessaire].

#### Traces documentaires

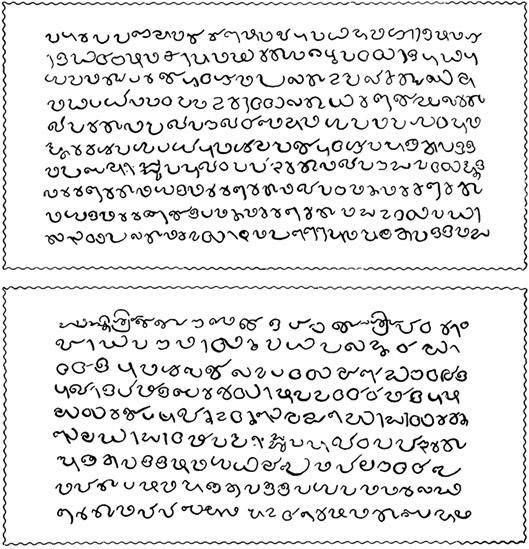
Les tablettes dites Sâsanam.

La première trace de la présence des Juifs du Kérala remonte au Xe siècle, lorsqu'un râja de la dynastie Chera, qui dominait le Malabar, accorde une charte aux Juifs de « Ousepp Irabban » (traduit par Joseph Rabban) qui vivent sur son territoire. Cette charte donne à « Ousepp Irabban » la propriété permanente du village de Ansuvannam, près de Cranganore. Le document, écrit sur deux plaques de cuivre et connu sous le nom de Sâsanam, venait probablement en remerciement pour l'aide militaire que les Juifs lui auraient apportée dans sa résistance contre le pouvoir grandissant des Chola voisins. Il est toujours conservé dans la synagogue de Cochin (Anquetil-Duperron, de passage dans la ville, en fera une traduction). Les inscriptions ont été datées entre 974 et 1020[réf. nécessaire].
Benjamin de Tudèle, dans son compte rendu sur l'Inde (vers 1167), déclare qu'il y avait dans cette région environ mille Juifs, « noirs comme les autres habitants », qui observaient la Torah et avaient une petite connaissance de la loi orale juive[réf. nécessaire].

#### Hypothèses

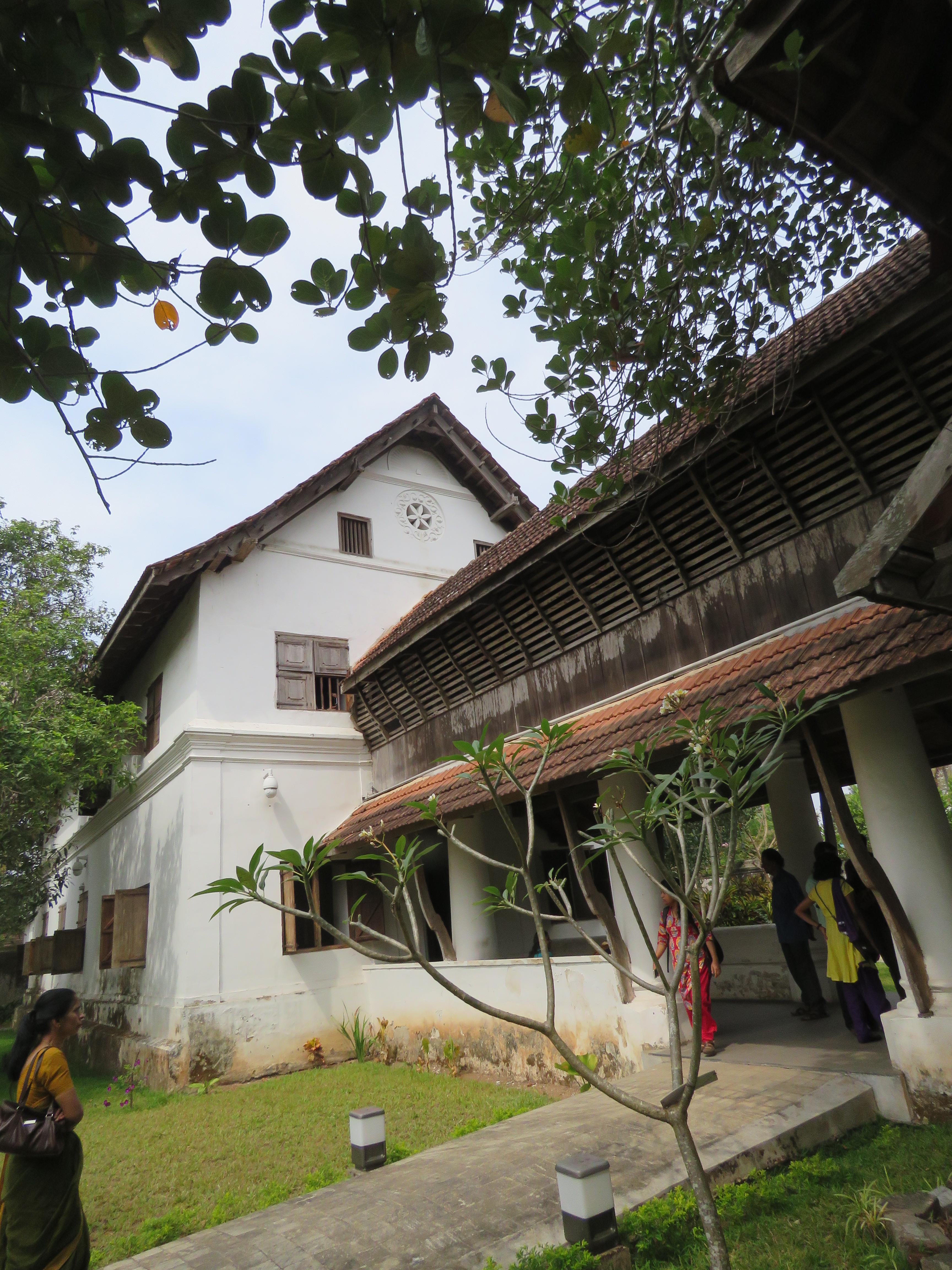
Musée de l'histoire des Juifs au Kerala, à la synagogue de Paravur.

Le Xe siècle marque donc l'entrée des Juifs du Kérala dans l'histoire écrite. Avant cette date, il est impossible de dire précisément à quand remontait leur implantation, et ce que furent leurs vies, mais des théories ont été formulées[réf. nécessaire].
L'arrivée des Juifs dans le Sud de l'Inde au premier millénaire n'est pas un fait isolé. La région faisait déjà du commerce avec l'Occident à l'époque de l'Empire romain,,, et diverses immigrations ou influences extérieures se sont produites au premier millénaire de l'ère chrétienne, en particulier celles des Chrétiens de saint Thomas, et celles des Musulmans.
C'est ainsi à Cranganore que l'apôtre Thomas est censé avoir accosté en Inde pour l'évangéliser. La légende des chrétiens locaux indique d'ailleurs que leur fondateur aurait commencé par évangéliser une colonie juive. Cranganore est aussi le siège traditionnel de ce qui serait la plus vieille mosquée construite en Inde (construite par Malik Ibn Dinar durant les années 640 d'après la tradition)[réf. nécessaire].
Vraies ou fausses, ces traditions présentant le Kérala comme la porte d'entrée en Inde des nouvelles religions juive, chrétienne et musulmane, en disent beaucoup sur la tolérance religieuse qu'a connue et que connaît toujours le Kérala, avec deux grosses minorités musulmane et chrétienne, comptant chacune pour environ 20 % de la population. Elles confirment aussi l'attrait ancien de la région[réf. nécessaire].
Les relations marchandes entre les mondes méditerranéen et indien sont en effet très anciennes. Ce dernier fournissait depuis l'Antiquité aux pays méditerranéens des matières premières et des produits finis. Certaines de ces matières premières étaient plus ou moins des monopoles indiens : les épices comme le poivre, qui ne prospéraient que sur la côte de Malabar dans le Sud-Ouest de l'Inde, le bois de santal, le bois de teck apprécié pour la construction navale, et enfin le diamant et les autres pierres précieuses[réf. nécessaire].
Parmi les produits finis dont le monde méditerranéen appréciait la qualité, on peut citer les tissus du Goujerat déjà utilisés dans l'Égypte ancienne, ou l'acier de Damas, dont la technique au moins trouve son origine dans le Wootz du Sud de l'Inde.
Ce commerce florissant nécessitait un réseau organisé de marchands, et c'est peut-être l'une des raisons de la présence d'une communauté juive très ancienne en Inde du Sud-Ouest, sur la côte de Malabar. Il semble que le Kerala n'ait pas connu à l'époque médiévale « des castes Vaiśya (marchand) indigènes […] parallèles aux castes de marchand de l'Inde du Nord. Le commerce resta largement aux mains de groupes d'immigrants venus de l'ouest [Moyen-Orient], et d'autres régions de l'Inde », une situation facilitant l'intégration de marchands Juifs.
Mais même les historiens, faute de sources, ne peuvent que spéculer sur la date et les modalités de cette migration, certains évoquant les troubles accompagnant la chute de Jérusalem (en 70), d'autres remontant même aux « dix tribus perdues d'Israël ». Plus généralement, la tendance dominante fait venir les Juifs noirs du Malabar à une date imprécise du premier millénaire de notre ère, par les voies marchandes de l'époque, comme d'ailleurs les premiers chrétiens et musulmans de la région[réf. nécessaire].
Si elle s'est, comme on le pense, fondée sur le commerce, la communauté des Juifs du Kérala va en tout cas finir par ne plus y jouer aucun rôle. C'est la communauté musulmane qui va gagner en importance dans ce domaine par sa maîtrise du commerce maritime. Les hindouistes, eux, abandonnent ou n'investissent pas dans cette activité, car le franchissement des océans est considéré par eux comme source d'impureté[réf. nécessaire].

#### Un isolement relatif

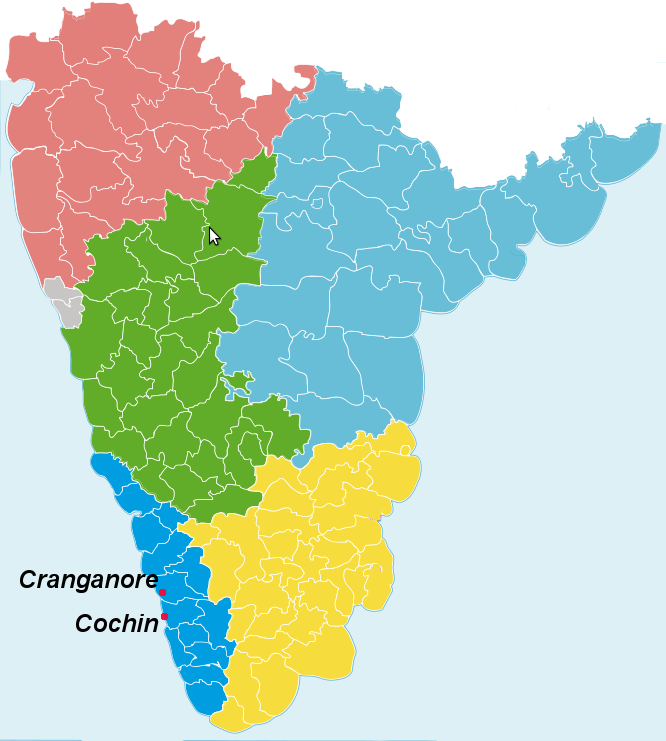
Emplacement des villes de Cranganore et de Cochin sur la côte de Malabar.

On peut noter que les malabari, quoique très isolés des autres communautés juives, ont maintenu des contacts avec le Yémen, d'où ils faisaient venir leurs textes juifs. Leur liturgie a donc une base séfarade, avec quelques spécificités comme la proscription du terme Jehovah, remplacé par Adonaï, l'enlèvement des chaussures avant de pénétrer dans la synagogue, ou bien sur les implications religieuses de la pratique des castes, comme l'interdiction pour les « affranchis » (Meshuchrarim) de s'assoir dans la synagogue[réf. nécessaire].
Le contact maintenu avec la communauté juive du Yémen est sans doute l'une des deux raisons de la non-assimilation d'un groupe numériquement assez faible, l'autre étant le système des castes indiennes, qui impose une stricte endogamie, ce qui s'oppose fortement à l'assimilation d'une communauté ethnique ou religieuse[réf. nécessaire].

#### L'arrivée des Occidentaux
En 1502, les Portugais qui sont en train de s'installer dans la région passent un accord avec le râja de Cochin, jusqu'alors vassal des Samutiri, ou Zamorin, accord qui affaiblit ces derniers et dure jusqu'en 1661[réf. nécessaire].
En 1504, au cours de leur guerre contre les Zamorin, les Portugais s'emparent d'une de leurs autres possessions, Cranganore, où vivaient à l'époque les Juifs. S'ensuit une longue guerre entre les « râjas de la mer » Zamorin, appuyés (selon les époques) par des flottes turques et égyptiennes, et les Portugais. Entrecoupée de trêves, la guerre durera jusqu'en 1584, et se traduira par une paix de compromis entre les Portugais et leurs adversaires. Cranganore subit des raids maritimes de musulmans alliés aux Zamorin[réf. nécessaire].
À compter de 1604, les Néerlandais, hostiles aux Portugais, pénètrent dans la région et concluent un traité avec les Zamorin, en vertu duquel ils sont autorisés à commercer, et à construire des forts à Kozhikkode et Ponnani (un peu au nord de Cochin et Cranganore) pour leur protection[réf. nécessaire].
En 1661, les Néerlandais lancent un assaut avec leurs alliés Zamorin contre les possessions portugaises du Kerala. Ceux-ci et leurs alliés sont chassés de Cranganore et de Cochin (après un siège de quatre mois pour cette dernière ville), et un nouveau râja, le prince Mootha Thavazhi, monte sur le trône de Cochin en 1663, porté au pouvoir par les Néerlandais. Cochin passe du statut de protectorat portugais à celui de protectorat néerlandais.

#### L'émigration versCochin
Nathan Katz fait remarquer qu'il est difficile de définir par des sources indépendantes la date et les raisons précises de la migration des juifs de Cranganore à Cochin. Pour la tradition de la communauté, la fuite aurait eu lieu en 1524, détruisant la majorité de la florissante communauté de Cranganore. Katz ne conteste pas que l'arrivée des Portugais en 1504 et les raids des musulmans alliés aux Zamorin ont sévèrement touché la communauté juive locale. Il n'exclut cependant pas des troubles antérieurs ayant affaibli la communauté, peut-être aussi liés à des querelles internes de successions.
Quelles qu'en soient les conditions exactes, la communauté juive émigre de Cranganore à Cochin au début de XVIe siècle. Les Juifs s'installent donc près de Cochin, à Mattancheri, sur des terres contigües au palais du râja et données par lui[réf. nécessaire].
C'est vers le milieu du XVIe siècle que seraient arrivés les premiers Paradesi (en 1566 d'après S. S. Koder), et ce sont eux qui construisent à Cochin une synagogue en 1568, malgré les réticences des Portugais, lesquels ont expulsé les Juifs du Portugal par le décret du 5 décembre 1496. Mais si les Portugais sont la puissance de tutelle, ils reconnaissent l'autonomie du gouvernement de Cochin dans les affaires intérieures, ce qui permet aux Juifs de maintenir leur situation. De ce fait, les Juifs montreront la même loyauté envers le râja de Cochin que celle dont, d'après leur histoire orale, ils auraient fait preuve vis-à-vis de celui de Cranganore, et ce jusqu'à l'indépendance de l'Inde[réf. nécessaire].

#### La période moderne

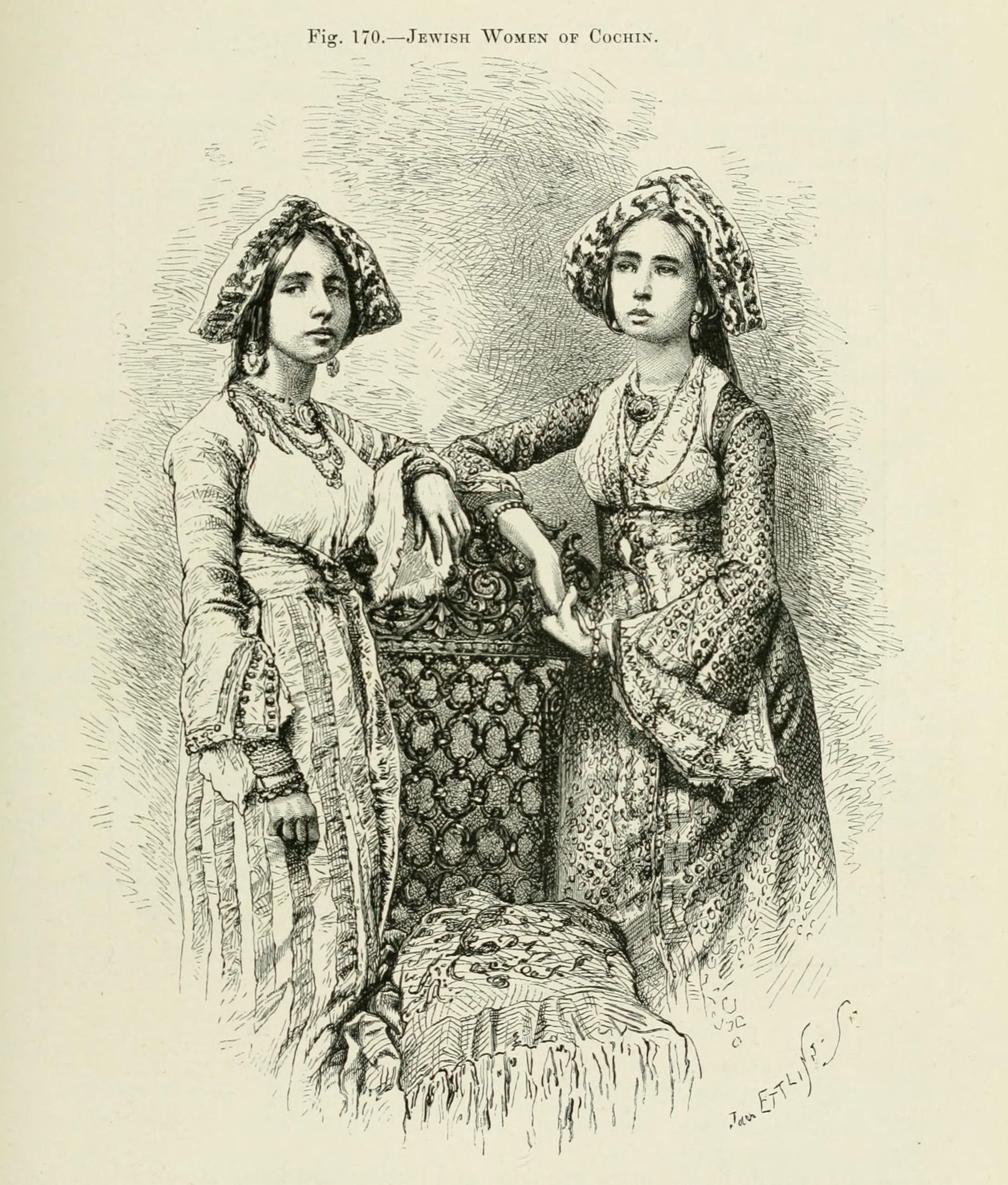
Femmes juives de Cochin (av. 1905)

En cette fin du XVIe siècle, et après la destruction des anciens cadres politiques, économiques et sociaux de Cranganore, la communauté de Cochin trouve l'équilibre entre castes Juives et avec l'environnement hindou qui sera le sien jusqu'au XXe siècle[réf. nécessaire].
C'est surtout à partir de cette fin du XVIe siècle que des documents commencent à apparaître sur la communauté, permettant de compléter et de contrôler son histoire orale. Antérieurement, si on excepte les tablettes du Xe siècle, il n'y a quasiment aucune trace documentaire. Il est fort possible que ce manque découle du départ de Cranganore et de la destruction de l'ancien habitat juif de cette région[réf. nécessaire].
Vers 1600, David ben Solomon Ibn Abi Zimra et Rabbi Jacob ben Abraham Castro, d'Alexandrie, font une enquête légale concernant le statut des Juifs blancs et noirs . Ils estiment alors le nombre de Juifs de Cochin à neuf cents familles. Presque un siècle plus tard, en 1685, le rapport de de Paiva parle de vingt-cinq familles de « Juifs blancs » contre quatre cent soixante-cinq familles de « Juifs noirs », soit presque moitié moins, sans qu'on sache si ces variations viennent de l'imprécision des études ou de réelles variations[réf. nécessaire].
En 1663, les Portugais sont remplacés dans la région par les Néerlandais. Ceux-ci, protestants, sont très tolérants à l'égard des Juifs : les Pays-Bas servaient d'ailleurs de refuge à beaucoup de Juifs expulsés d'Espagne ou du Portugal. La situation des Juifs s'améliore donc[réf. nécessaire].
La période néerlandaise est même considérée comme un deuxième âge d'or, après celui, mythique, où la communauté aurait possédé un royaume dans la région de Cranganore. En effet, en entrant en contact avec la communauté juive d'Amsterdam, largement originaire d'Espagne et actionnaire jusqu'à hauteur du quart de la Compagnie néerlandaise des Indes orientales, les Juifs de Cochin se lient avec d'importants contacts commerciaux, et facilitent leur approvisionnement en textes religieux[réf. nécessaire].
Ainsi, en 1686, la communauté juive d'origine portugaise d'Amsterdam envoie une délégation à Cochin, dirigée par Moses Pereira de Paiva. Le but est de prendre contact avec la communauté juive locale, et de rassembler des données sur son histoire et sa façon de vivre. Les visiteurs ont un impact considérable sur la communauté juive de Cochin, en particulier du fait de la collection de livres en hébreu remis à la communauté. Le jour anniversaire de leur arrivée a longtemps été l'occasion d'un festival commémoratif à Cochin. Les contacts resteront réguliers entre les Juifs de Cochin et ceux des Pays-Bas jusqu'à la période britannique, en 1795[réf. nécessaire].
Vers 1750, et peut-être même un peu avant, les Juifs de Cochin, surtout Paradesi, entrent en contact avec une caste de « presseurs d'huile » vivant dans le Nord, dans des villages de la côte, près de Bombay. Appelée les « presseurs d'huile du samedi » à cause de son respect du Chabbat, ou les Bene Israël (« les fils d'Israël »), cette communauté n'a ni textes juifs, ni connaissance de l'hébreu, mais son nom, son monothéisme et ses traditions orales la font identifier comme étant d'origine juive. Dès le milieu du XVIIIe siècle, et pendant plus d'un siècle, les Juifs de Cochin, les Cochini, vont entreprendre la « rejudaïsation » des Bene Israël,, les formant au judaïsme orthodoxe et leur servant de cadres religieux (avec les Baghdadi, voir les Juifs du Yémen)[réf. nécessaire].
En 1781, le Gouverneur néerlandais, A. Moens, mentionne quatre cent vingt-deux familles, soit environ deux mille personnes vivant au sein de la communauté, soit un chiffre proche du recensement de 1685[réf. nécessaire].
Au cours de ce même XVIIIe siècle, des émissaires de la communauté sont même envoyés en terre sainte.
En 1795, après la conquête française des Pays-Bas, la région passe sous influence britannique, et le reste jusqu'à l'indépendance de l'Inde, en 1947. Les relations du pouvoir britannique avec les Juifs locaux sont également très correctes.
En 1857, « Un recensement a été effectué […], où le nombre de Juifs dans l'État de Cochin était de 1790. Il est dommage que les nombres des Juifs blancs et noirs ne puissent être séparés ».

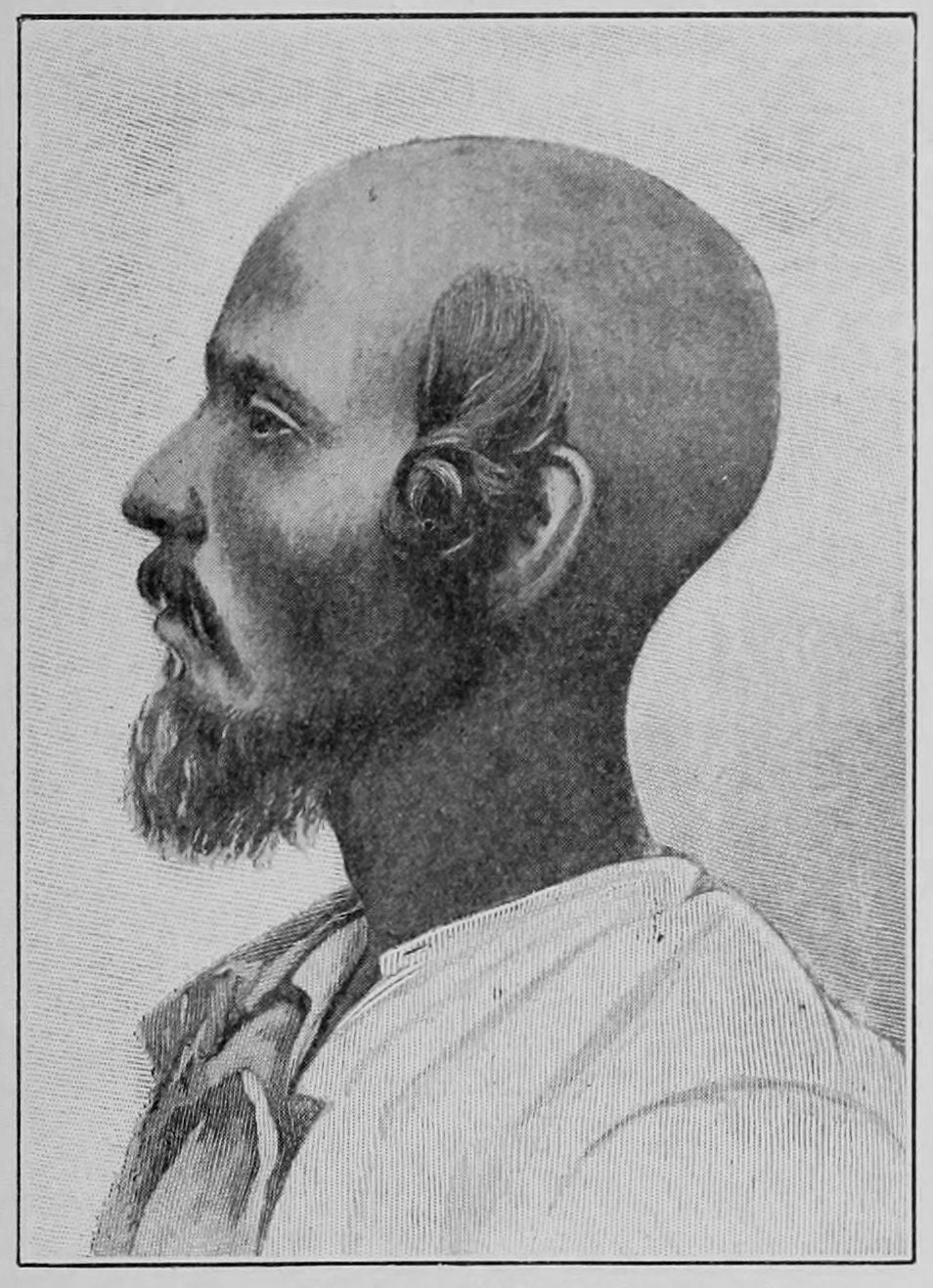
Juif noir de Cochin, avec de courtes papillotes sur les côtés de la tête, vers 1900.

À la suite de sa visite de 1870, le professeur George Milne Rae les décrit physiquement (tant semble-t-il les Juifs blancs que les Juifs noirs) ainsi : « en habit de ville, ils ne diffèrent guère de leurs frères d'autres endroits. Les dames dit-on ont adopté les modes de Bagdad ; tandis que les hommes portent les longues papillotes ramenées en avant des oreilles, dans le respect de lévitique XIX, 27, portent un turban, une longue tunique avec de riches couleurs, un gilet boutonné jusqu'au col, et un long pantalon blanc ». Il s'agit sans doute là de l'influence des Juifs Yéménites, de longue date la référence religieuse de la communauté. Ces habits étaient sans doute anciennement utilisés, comme confirmé par la neuvième peinture de la synagogue des Paradesi, montant les Juifs habillés en « habit du Moyen-Orient » en 1805. Dans le courant du XXe siècle apparaissent les vêtements occidentaux, comme indiqué par la dixième peinture de la synagogue. Bien que vers 1870 la connexion avec la compagnie des Indes orientales appartienne au passé, certains membres de la communauté ont à cette date toujours une forte ouverture sur l'étranger, et George Milne Rae parle ainsi d'un homme ayant « visité Constantinople, Amsterdam, Londres, et New York ».

Jeunes juives de Cochin (v. 1890)
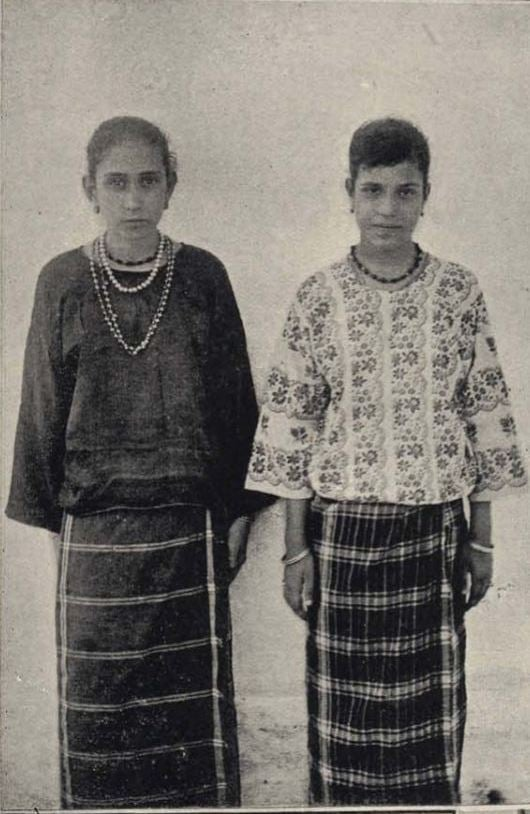
À remarquer leur costume, d'influence kéralais, avec le port du mundu, un bas de vêtement ou jupe du sud-ouest de l'Inde, apparenté au sarong.
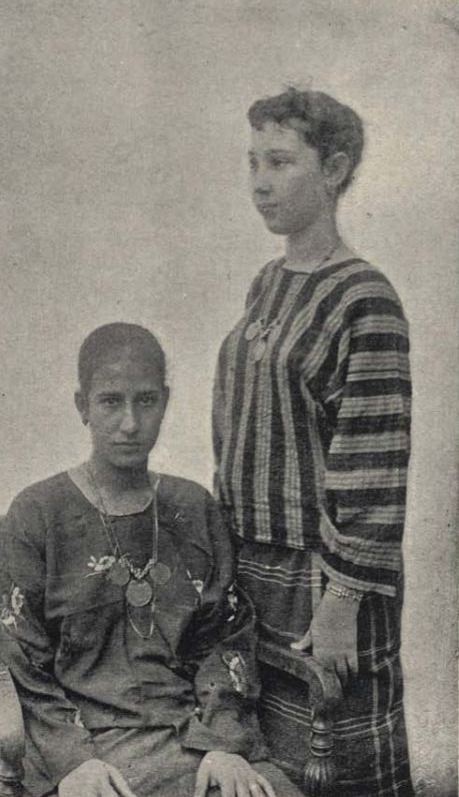
Autre élément kéralais, le chatta, un haut de vêtement ou chemisier propre à la région. Cet ensemble était commun avec les chrétiennes et musulmanes.

Malgré leurs origines diverses, toutes les communautés de Cochin ont fini par parler le malayalam, la langue du Kerala, comme langue vernaculaire, et l'hébreu comme langue religieuse, et par adopter en grande partie les coutumes locales. Il s'agit plus exactement d'un dialecte parfois appelé le judéo-malayalam, « injectant [dans le malayalam] du vocabulaire hébreu, tamoul, […] néerlandais et anglais ». Les membres les plus éduqués et les plus occidentalisés, en faible nombre à la fin du XIXe siècle, parlent également l'anglais.

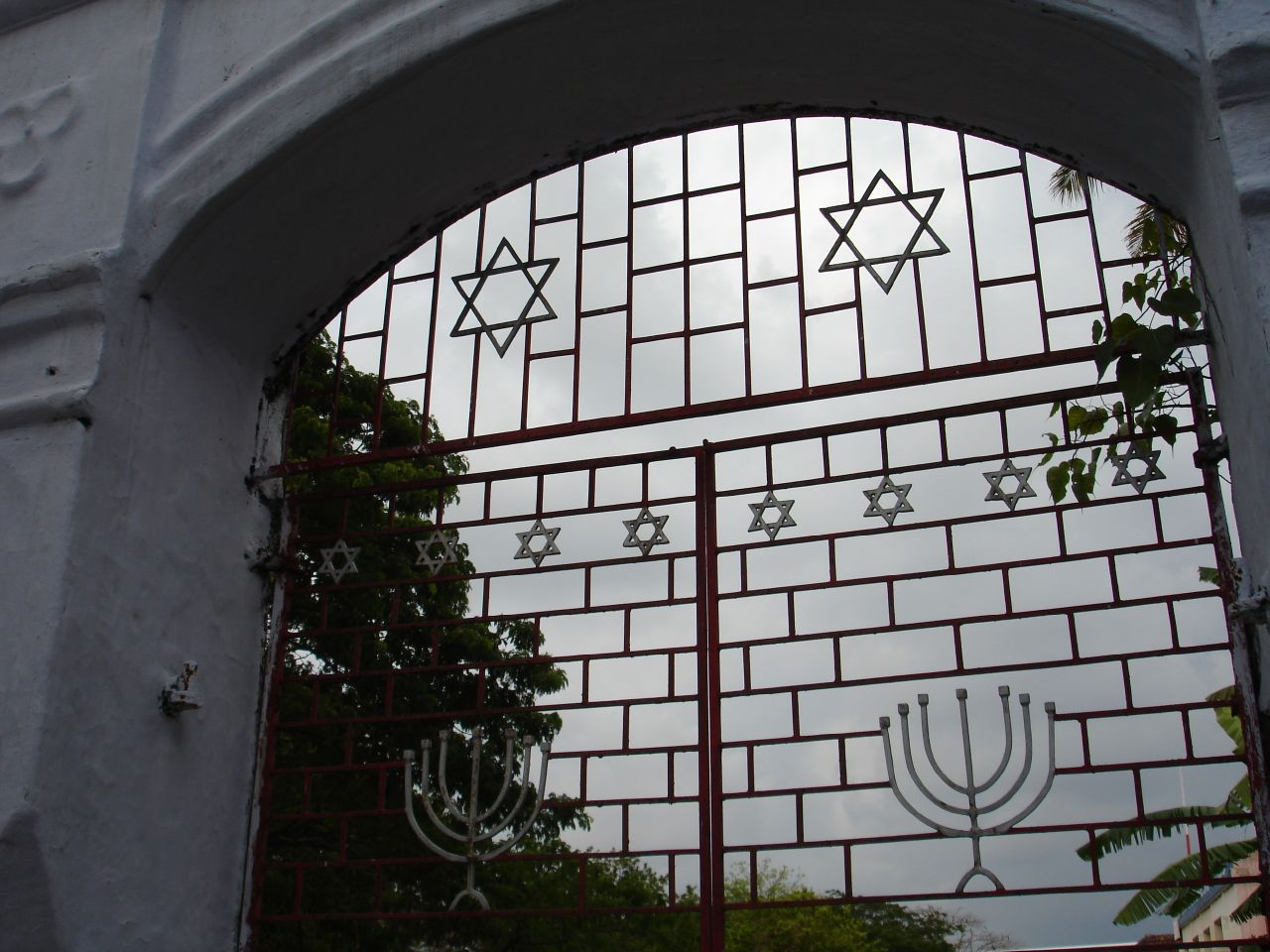
Grille de la cour intérieure de la synagogue de Jew Town à Fort Cochin

À la fin du XIXe siècle, il y a encore un faible investissement, même des Paradesi, en faveur d'une éducation « moderne », et la présence des missionnaires est moins importante que chez les Bene Israël. Ainsi, « l'Église d'Écosse a maintenu une mission pour les Juifs de Cochin de 1845 à 1857, mais sans succès ». George Milne Rae indique qu'à son époque il n'y avait qu'une douzaine de garçons suivant les cours de l'école ou du lycée. L'auteur précise qu'il existe une école talmudique en hébreu, mais que « les parents sont contents si les garçons apprennent à lire un peu d'hébreu, puis tournent leur attention vers le commerce ou une autre manière de gagner de l'argent ». George Milne Rae juge suffisamment exceptionnel pour le citer le cas d'un jeune Juif ayant réussi l'examen d'entrée à l'université de Madras en 1884.
À Cochin, la première organisation sioniste est fondée en 1923.

### Les trois castes
Toutes les communautés juives vivant dans un pays pendant des siècles ont été influencées par la culture de celui-ci.
Les Juifs du Kérala n'ont pas fait exception à cette règle. Leurs habitudes de vie connurent une influence des pratiques brahmaniques, comme le fait par exemple de se déchausser en entrant dans la synagogue. On note aussi une exclusion des femmes de la vie sociale pendant leurs menstruations, plus sévère que celle recommandée par le judaïsme traditionnel. Mais l'influence la plus marquante est celle du système des castes.

#### Les deux castesmalabari

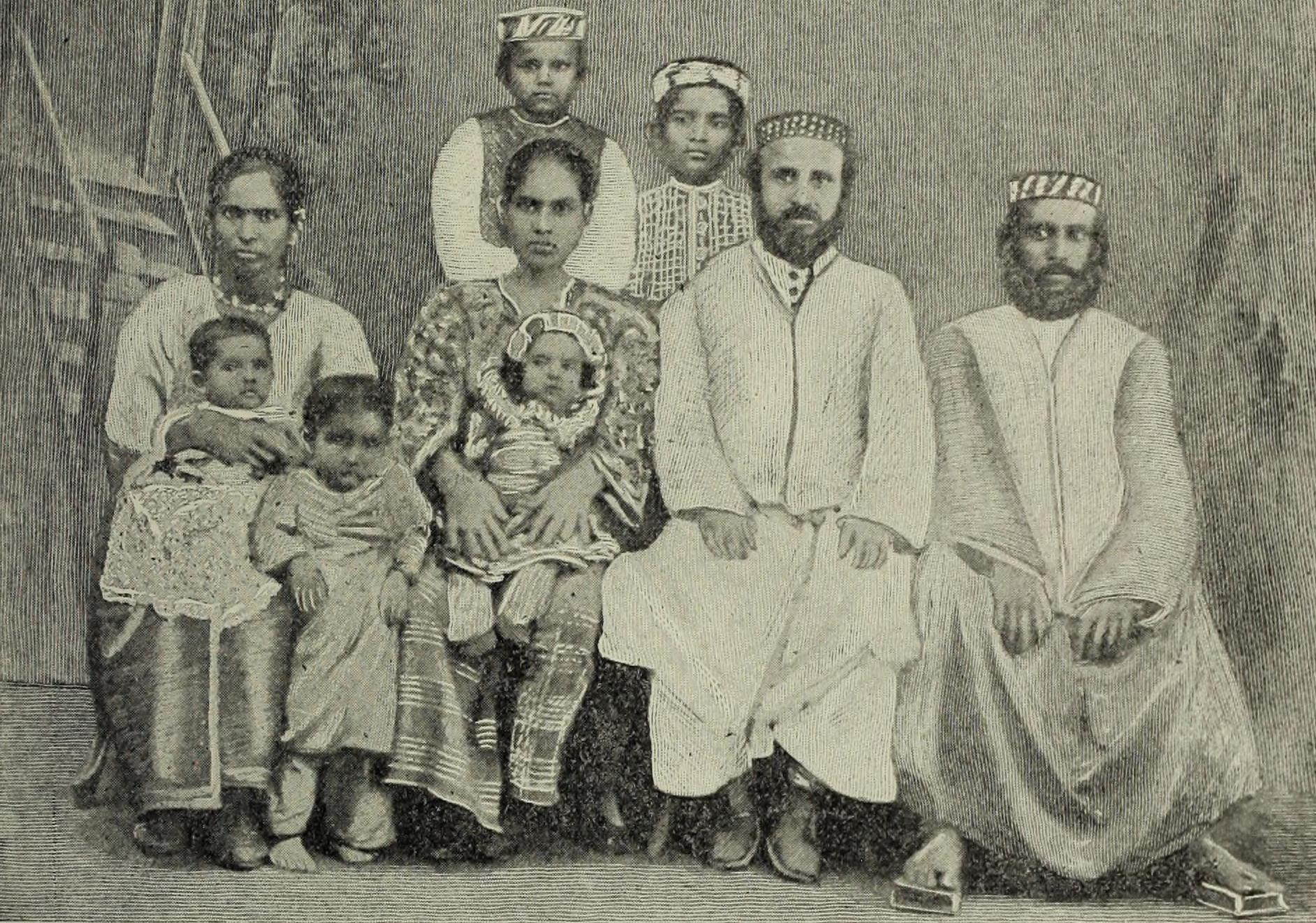
Juifs noirs de Cochin, vers 1900.

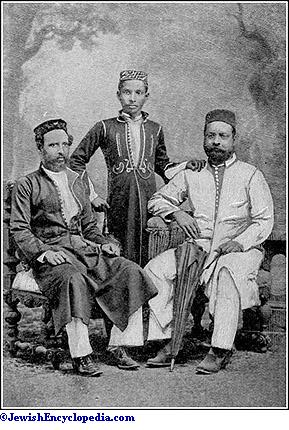
Un groupe de Juifs de Cochin, vers 1900.

Les Juifs de Cochin parlaient la langue locale, le malayalam, et s'habillaient à l'indienne. L'apparence physique des Malabari (« ceux du Malabar ») est celle des Dravidiens du sud de l'Inde, avec une peau foncée. Les conversions, peut-être dans des buts de mariage, ont donc été importantes dans la formation de la communauté.
Fait le plus marquant pour des Juifs originaires d'autres pays, les Juifs indigènes du Kérala étaient divisés à l'indienne, en deux castes.
La première est aujourd'hui appelée « Juifs noirs » (au sens étroit du terme), alors même qu'elle n'a pas de spécificité physique. C'était la caste dominante. On la nomme aussi les Meyuchasim, ce que Nathan Katz traduit par « les Juifs avec un lignage ».
La seconde caste était celle des Meshuchrarim (en), « ceux avec un document légal d'émancipation », les affranchis. Ils étaient, semble-t-il, les descendants d'esclaves locaux convertis et affranchis par leur maîtres juifs, sans qu'il soit très clair, faute de documents anciens, si ces conversions d'esclaves étaient d'origine Paradesi, donc récentes, ou d'origine malabari, donc plus anciennes. Leur statut social était très inférieur, et jusqu'en 1932, ils n'avaient pas le droit de s'assoir dans les synagogues Meyuchasim ou Paradesi. Conformément à la pratique indienne des castes, les mariages entre les deux groupes malabari, et a fortiori entre Meshuchrarim et Paradesi, étaient interdits. Un document Paradesi de 1757 prend cependant en compte le cas d'une transgression, puisqu'il précise qu'en cas de mariage entre un « israélite […] et une femme […] des Meshuchrarim, les fils qui seront nés d'eux iront avec la mère, mais l'homme […] restera dans la congrégation de notre communauté ». L'ascension sociale par le mariage était donc exclue, même pour les enfants.
Les deux groupes indigènes sont parfois appelés les malabari (85 % de la population au XXe siècle), par opposition aux « Juifs blancs » ou paradesi (ou pardeshi, étranger) (15 % de la population juive).

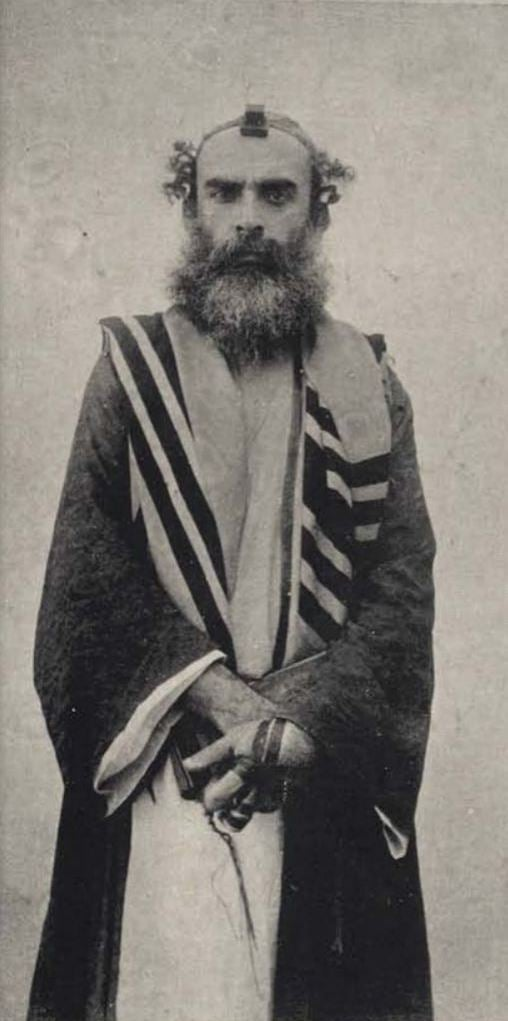
Juif paradesi à Cochin, ayant probablement une origine Baghdadie (v. 1890)

En 1892, George Milne Rae rapporte sa visite à Cochin en 1870, et décrit les relations entre Paradesi et Malabari (lesquels lui sont tous présentés par les Paradesi, sans distinctions de castes, comme descendant d'esclaves affranchis, et non comme les Juifs originels) : « Alors que les Juifs blancs sont des négociants et des marchands, les Juifs noirs gagnent leur subsistance en pratiquant diverses activités artisanales, et sont scieurs, forgerons, charpentiers, maçons, relieurs, tailleurs, pêcheurs, domestiques des Juifs blancs, ou vendeurs d'articles ménagers. Les Juifs noirs ont une synagogue séparée, mais si l'un des Juifs blancs y pénètre, le siège principal sera libéré pour lui ; et chaque relation les désigne comme une race inférieure, qui ne s'est jamais élevée au-dessus de la condition servile dont ils semblent être issus ».
Les divisions entre les trois castes de Cochin seront formellement abolies entre les deux guerres mondiales, en particulier grâce au combat d'Abraham Barak Salem (1882-1967), le premier Meshuchrar à avoir été diplômé de l'université. Il mènera un combat avec des méthodes de non-violence active (satyagraha) très inspirées de celles de Gandhi, boycottant par exemple la synagogue de Cochin ou les Meshuchrarim étaient discriminés. Il participera aussi en tant que dirigeant au mouvement pour l'indépendance de l'Inde, puis se ralliera progressivement au sionisme, surtout après 1933.

#### Juifs blancs ouparadesi

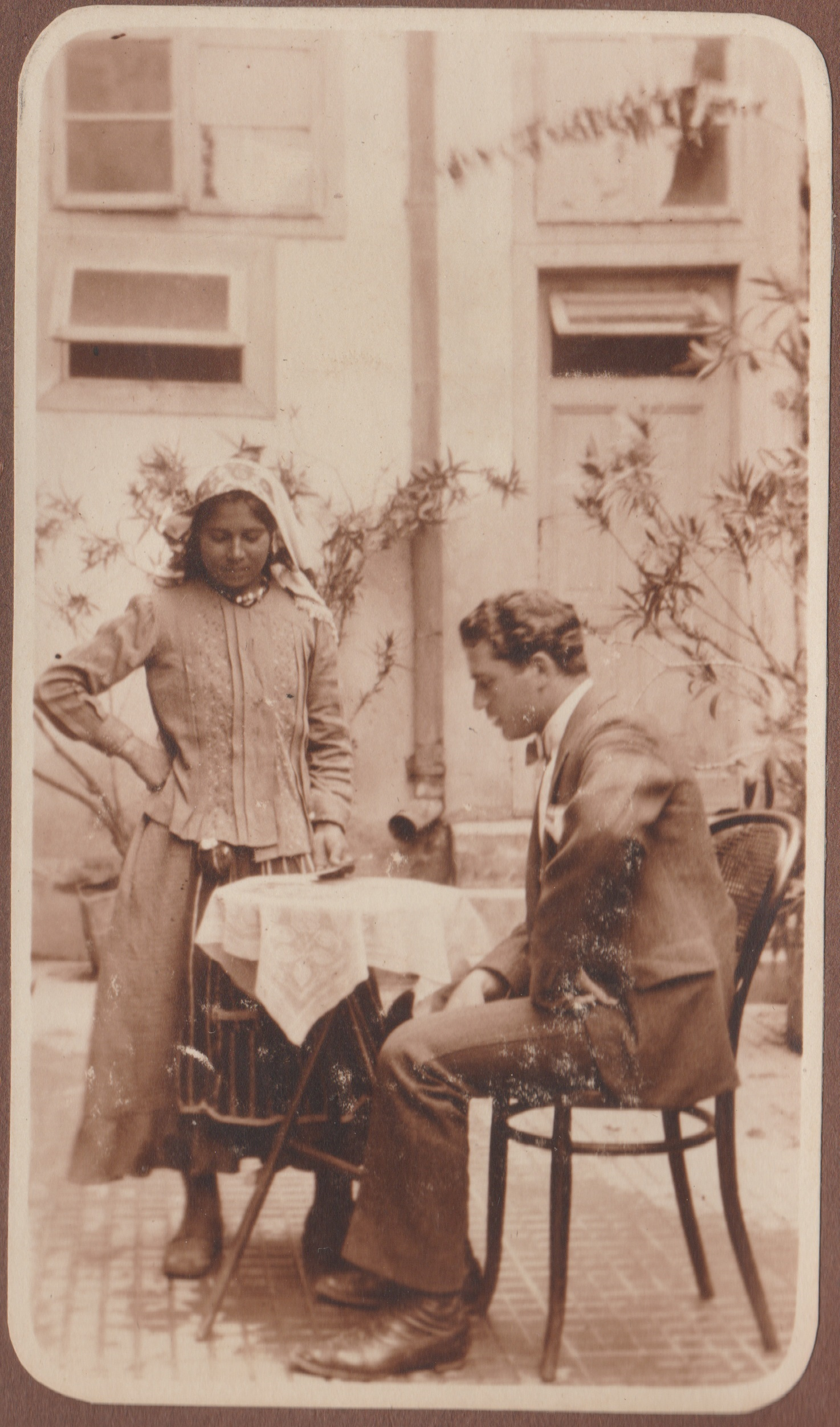
Rabbi Salomon Halevi (dernier rabbin de la synagogue de Madras) et son épouse Rebecca Cohen, Juifs paradesi de Madras

Ceux-ci ont commencé à arriver à Cochin au XVIe siècle, en petit nombre, et ont été renforcés par de nouvelles arrivées, aux XVIIe et XVIIIe siècles. Bien que pour des raisons géographiques on les classe dans les Juifs de Cochin, ils constituent en fait un quatrième groupe de Juifs en Inde, avec les malabari, les Bene Israël et les baghdadi.

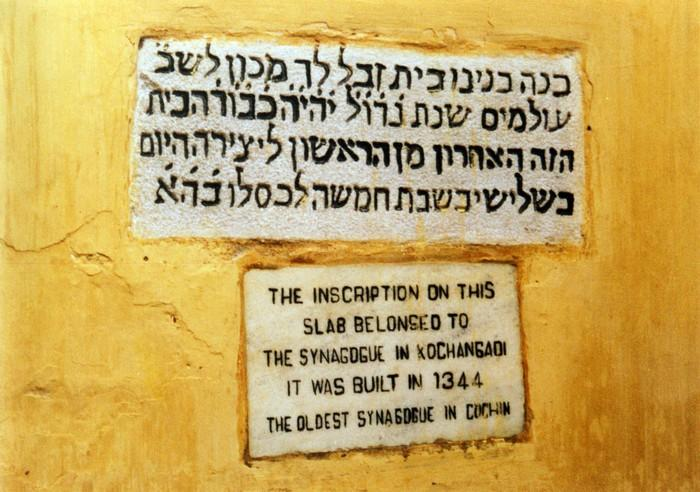
Inscription du mur externe de la synagogue des paradesi de Cochin.

Les paradesi sont à la base surtout des réfugiés séfarades en provenance de la péninsule Ibérique au XVIe siècle. D'après la plaque qui y est aujourd'hui apposée, leur première synagogue fut construite en 1568. Puis sont venus des Juifs des Pays-Bas (eux-mêmes descendants de réfugiés d'Espagne et du Portugal), qui ont été rejoints plus tard par des Juifs d'Allemagne (ashkénazes) ou moyens-orientaux (de rite également séfarade).

Malgré ces origines quelque peu mélangées, les paradesi ont formé un groupe homogène, dont les pratiques religieuses étaient séfarades, avec quelques composants ashkénazes. S. S. Koder a « précisé les […] dates d'arrivées dans le malabar […] entre 1566 et 1778. Ces derniers arrivants [se sont mélangés] avec cinq autres familles venant des colons originels de Cranganore ». Les origines familiales analysées par Koder font remonter les premiers Paradesi à des « lieux variés, comme Jérusalem, Safed, Alep, Damas, l'Espagne, l'Allemagne, la Perse et l'Irak ». Le rapport de de Paiva montre d'ailleurs que sur les 25 familles de Paradesi recensées en 1685-1686, 14 sont brancas (blanches), les autres étant plus brunes de peau.

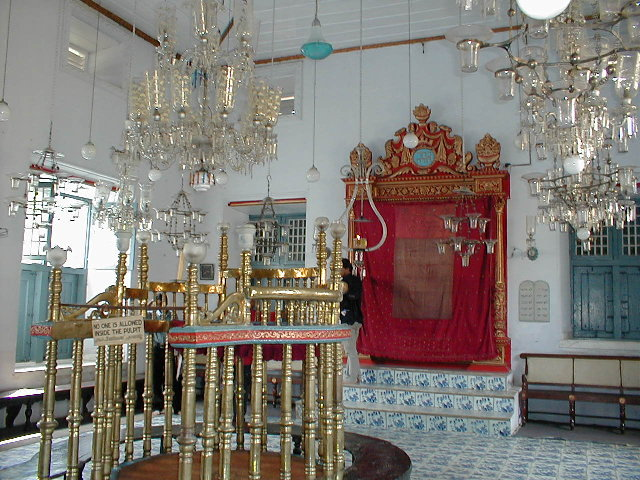
Intérieur de la synagogue des paradesi de Cochin.

L'arrivée des Néerlandais en 1663 a donné un coup de fouet aux « Juifs blancs », renforçant leur petit groupe. Les Paradesi ont rapidement constitué une nouvelle caste, supérieure à celle des « noirs ». Ce statut supérieur leur venait d'une plus grande richesse, elle-même liée à une meilleure connexion sur le commerce international. Leur peau beaucoup plus claire et leur culture plus occidentalisée les différenciaient nettement de leurs coreligionnaires de souche indienne.

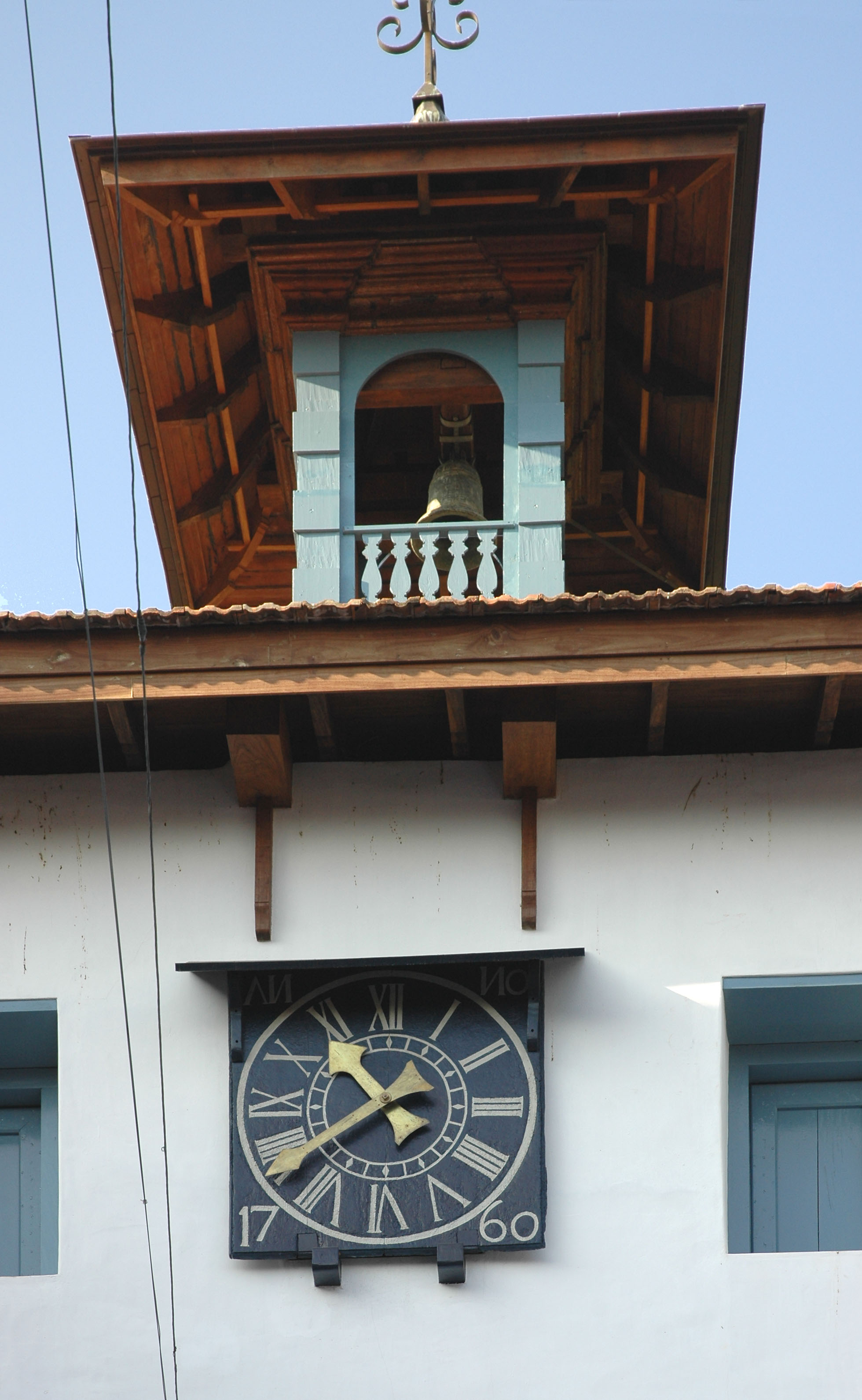
Extérieur de la synagogue des paradesi de Cochin.

Les mariages avec les malabari étaient interdits, chaque groupe pratiquait son culte dans des synagogues séparées. On remarquera que le castéisme indien, tout en respectant la liberté religieuse, a été adopté par toutes les communautés religieuses qui se sont installées au Kérala de longue date. Les Chrétiens de saint Thomas et les musulmans ont reproduit, comme les Juifs, le système des castes. On voit ainsi des chrétiens blancs et noirs, et des musulmans aschraf et ajlaf (les premiers subdivisés eux-mêmes en thangals, arabes et malabari). Ces groupes sont endogames et non commensaux. Aux yeux des hindous, les Juifs, chrétiens et musulmans ne formaient que des jāti de plus. Cette situation de stricte division interne à la communauté sera d'ailleurs maintes fois condamnée par les autorités religieuses juives extérieures à Cochin.
Les communautés de Cochin n'avaient pas de rabbin, faute de séminaire religieux pour les former, et elles étaient gouvernées par des anciens, à l'image des panchayats indiens. Un chef traditionnel, le mudaliar faisait la liaison avec le râja, puis avec les puissances européennes colonisatrices.
La synagogue des « Juifs Blancs » fut jusqu'au XXe siècle interdite au malabari, qui avait la leur.

### L'émigration vers Israël
Comptant 2 500 membres en 1945, les communautés de Cochin finiront par émigrer en masse en Israël après la création de l'État en 1948, et seules resteront sur place des vieilles personnes refusant de changer d'environnement et de mode de vie. Dès 1951, 85 % des Juifs de Cochin avaient émigré.
Leur nombre ne fera plus que décroître, passant de 370 en 1951 à 112 en 1971, puis 50 en 1982 et à une vingtaine en 2005.
En Israël, ils seraient entre 5 000 et 8 000 en 2005.

## Les Bene Israël
Les Bene Israël — les fils d'Israël — sont un groupe de Juifs qui, jusqu'au milieu du XXe siècle, vivaient principalement à Bombay, Kolkata, Karachi, Delhi et Ahmadabad. Ils étaient la communauté la plus nombreuse au sein des groupes de Juifs indiens. Leur langue maternelle était le marâthî, alors que les Juifs de Cochin parlaient le malayalam.

### Origines

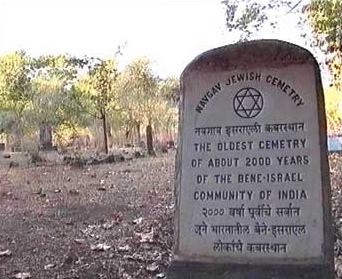
Entrée du vieux cimetière de Naogao des Bene Israël.

Les Bene Israël pensent que leurs ancêtres arrivèrent « du nord » dans le pays de Konkan (la côte au sud de Bombay) à la suite d'un naufrage. Sept hommes et sept femmes auraient survécu, et seraient à l'origine de l'actuelle population.
Sur cette base ténue, de nombreuses théories, externes ou internes à la communauté, ont été élaborées. L'historien Bene Israël H. S. Kehimkar fait ainsi descendre la communauté d'Israélites ayant fui des persécutions syriennes en Samarie au IIe siècle avant Jésus-Christ. Dès le XIXe siècle, certains auteurs affirmaient cependant que la communauté descendait plutôt d'un groupe encore plus ancien issu des dix tribus perdues d'Israël,, voire d'Hébreux de l'époque du roi Salomon, ou plus simplement de Juifs venus au Ve ou VIe siècle de l'ère chrétienne en suivant les routes commerciales de l'époque, depuis l'Arabie ou la Perse.
L'absence de sources documentaires permettant de savoir depuis quand les Bene Israël vivent en Inde a ainsi donné lieu à « différentes théories suggérant qu'ils sont arrivés de Palestine, du Yémen, de la Perse, [ou de] Babylone ».
La génétique nous donne cependant une ouverture partielle sur l'origine de la communauté. En effet, les analyses montrent que la grande majorité des marqueurs génétiques du chromosome Y (transmis et porté uniquement par les hommes) est d'origine moyen-orientale. L'étude considère d'ailleurs que ce groupe mâle était très petit, peut-être même constitué d'une seule personne, ce qui indique incidemment une entrée d'hommes d'origine indienne au sein de la communauté nulle ou presque.
À l'inverse, la grande majorité des marqueurs génétiques de l'ADN mitochondrial (transmis uniquement par les femmes) sont d'origine locale. La légende des sept hommes et des sept femmes, origine unique de l'actuelle communauté semble donc devoir être rejetée, au profit d'immigrants masculins ayant majoritairement pris femmes localement. Le nombre des femmes ainsi intégrées au groupe juif originel (que ce soit à l'origine ou lors des époques postérieures) fut très restreint. Ainsi, « 41,3 % des Bene Israel […] descendent d'une seule ancêtre féminine », et « 67,6 % remontent à quatre femmes ». Bien que très local, il semblerait que le patrimoine génétique maternel comprenne cependant toujours une lignée maternelle d'origine irakienne/iranienne, voire italienne. Une nouvelle étude, réalisée en 2016, donne des résultats similaires.
En toute hypothèse, les Bene Israël sont physiquement semblables aux Marathes (les habitants de la région) non-juifs, ce qui confirme qu'ils se sont mêlés aux populations indiennes. Ils ont également quasiment les mêmes coutumes, du moins en dehors de leur religion. Ce fort degré d'assimilation laisse donc penser que la communauté vit en Inde depuis longtemps, mais sans que la date puisse être précisée.
En 1964, l'historien indien George Mark Moraes considérait que des Juifs étaient déjà présents dans le konkan au début de l'ère chrétienne, parce que, selon Eusèbe de Césarée et Saint Jérôme, l'apôtre Barthélémy aurait évangélisé certaines régions indiennes à cette époque. Moraes estimait que la région touchée était la zone côtière près de Bombay (une opinion soutenue par Perimalil). Or les premiers missionnaires chrétiens évangélisaient en priorité les communautés juives, ce qui serait une preuve indirecte de la présence juive dans la région à cette époque, une hypothèse que Benjamin J. Israel juge assez spéculative.
En 1199 ou 1200, dans une lettre au rabbi de Lunel (en France), Maïmonide indique « les juifs des Indes ne savent rien de la Torah et des lois, rien sauf le Shabbat et la circoncision »,. Maïmonide ne précise pas d'où il tenait ses informations, mais il y a toujours eu un courant commercial entre l'Inde et le Moyen-Orient. Il ne précise pas non plus de quelle communauté il parle. Les Juifs de Cochin peuvent sans doute être exclus, car ils ne semblent jamais avoir perdu leurs livres sacrés. Les Bene Israël semblent correspondre à la description, sauf si Maïmonide parlait d'une autre communauté, aujourd'hui disparue et restée inconnue des historiens.
Des marchands juifs provenant d'Europe voyagèrent jusqu'en Inde au Moyen Âge pour y commercer, mais on ne sait pas avec certitude s'ils installèrent des comptoirs permanents en Asie du sud. Au XIIe siècle, la référence à une communauté juive indienne par Abraham ibn Daoud est malheureusement extrêmement vague, puis restera sans écho durant plusieurs siècles.
La première mention incontestable date seulement de 1738 : dans une lettre du missionnaire danois J. A. Sartorius, celui-ci mentionne une communauté de Juifs « qui se dénomment Bene Israël, qui n'ont pas la Bible et ne connaissent pas l'hébreu, et dont la seule formule de prière ou de doctrine est le mot [hébreu] Shema. C'est le premier mot de la plus solennelle profession de foi » du judaïsme, le Shema Israël (« Écoute, [Ô] Israël »).
Les Bene Israël furent découverts et identifiés en tant que Juifs au XVIIIe siècle par des marchands juifs venus de Cochin.

### Coutumes et spécificités

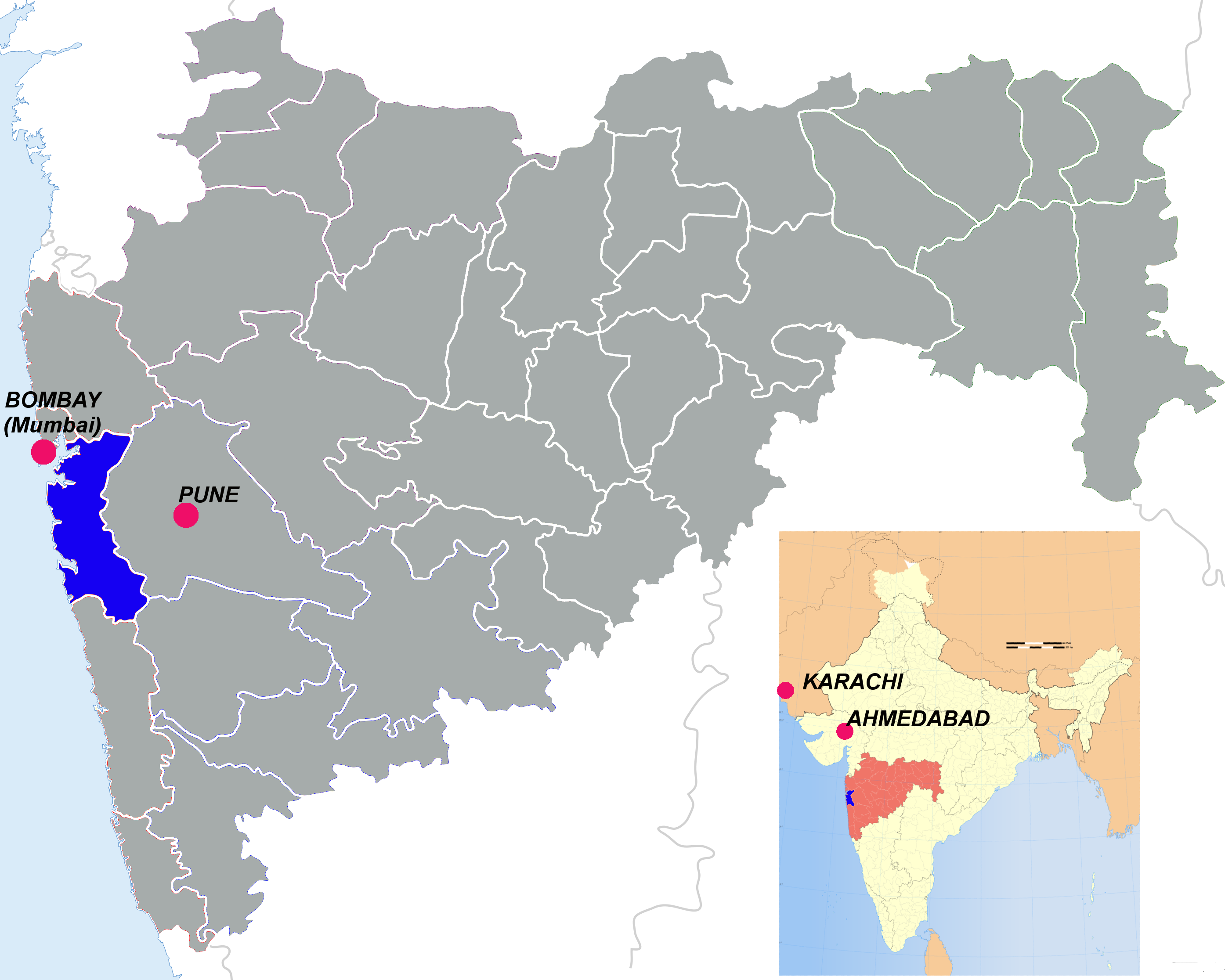
Le district de Raigad (en bleu), ou vivaient les Bene Israël lors de leur redécouverte au XVIIIe siècle, puis les principales villes où ils se sont installés aux.

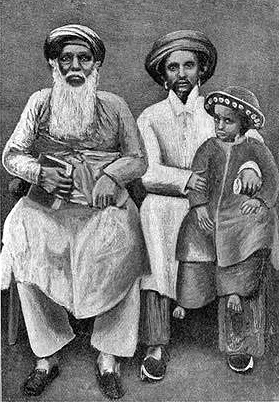
Des Bene Israël en habits traditionnels, au XIXe siècle.

Lors de leur découverte par les communautés juives de Calcutta et Cochin, les Bene Israël étaient une caste (Jāti) de presseurs d'huile (Telis), vivant essentiellement dans « le district de Colaba (aujourd'hui de Raigad), dans le Maharashtra ». Ils étaient distingués des autres castes de presseurs d'huile sous le nom de Shanivari telis, c'est-à-dire les presseurs d'huile du samedi (Shanivar), parce qu'ils respectaient le Shabbat du samedi. À l'exception de son particularisme religieux, la communauté était totalement indianisée dans sa langue, sa culture et son apparence physique, rien ne permettant de les distinguer de leur environnement indien, si ce n'est leur appartenance à une caste spécifique.
La pratique indienne des castes, qui interdisait les mariages inter-castes et imposait des quartiers spécifiques à chaque Jāti dans les villages et les villes de résidence, leur a probablement permis de survivre dans un milieu qui les auraient sans cela sans doute assimilés,.
Comme les Juifs indigènes de Cochin, et sur le modèle traditionnel des castes indiennes, les Bene Israël étaient également divisés en deux sous-castes : les Gora, ou « blancs » (très majoritaires), supposés être de souche « pure », et les Kala (ou Kalu), ou « noirs » (moins nombreux), supposés être issus d'adultères. Les couleurs « blanches » et « noirs » n'impliquaient aucune différence dans les apparences physiques. Elle renvoyaient par contre à un statut social supérieur ou inférieur (dans le système des castes indiennes, ou varna, ou « couleurs », le blanc est la couleur des castes les plus élevées, regroupées dans le varna des Brahmanes, et le noir est la couleur des serviteurs rétribués, les Sudra). On retrouve encore ici la pratique indienne des castes endogames. Même s'ils ne se mariaient pas entre eux et avaient des statuts différents, les membres des deux sous-castes appartenaient bien à une même communauté, et partageaient les mêmes lieux de culte.
Les patronymes étaient fondés sur le nom du village d'origine, avec le suffixe « kar » (Penkar : du village de Pen). Il y 142 noms de villages identifiés grâce à ces patronymes, ce qui donne une indication sur la répartition historique de la communauté dans le Colaba (Nord du Konkan, district actuel de Raigad), somme toute très modeste eu égard à la taille de l'Inde. Les prénoms les plus anciennement connus sont purement indiens, comme Bapuji, Rowji, Abaji ou Tanaji, sans spécificité juive.
L'analyse de la variante du marâthî parlée par les Bene Israël montre une influence de termes plus spécifiquement utilisés par les musulmans de la région, et les communautés qui n'avaient pas de cimetières enterraient souvent leurs morts dans les cimetières musulmans. Les musulmans étant dominants dans cette région de l'Inde jusqu'à l'arrivée des Britanniques, cette « très proche harmonie avec les musulmans » favorisait le statut social de la communauté. La bonne qualité de cette relation, peut-être liée à la pratique commune du monothéisme, ne semble pas avoir entraîné de mauvais rapports particuliers avec l'environnement hindou.
Le caractère juif de leur religion était très partiel,. Ils n'utilisaient d'ailleurs pas ce terme, au bénéfice de l'expression Bene Israël (« les enfants d'Israël »). La Jewish Encyclopedia émet l'hypothèse que cet usage visait à une meilleure acceptation par « leurs voisins musulmans, préférant le nom de Beni-Israël en référence à l'usage favorable du terme dans le Coran ».
De même, ils n'avaient pas de rabbins, mais des chefs religieux héréditaires (dans les familles Jhiradkar, Rajpurkar et Shapurkar) appelés Kaji ou Kazi, sans doute un dérivé de l'arabe Kadi (juge). Reconnus par les autorités locales, les Kazi faisaient aussi fonction de juges pour les affaires internes à la communauté.
Enfin, les Bene Israël n'avaient aucun texte religieux spécifique, pas même de Torah, et n'avaient aucune pratique de l'hébreu. Des rituels alimentaires juifs aussi essentiels que la Shehita (l'abattage rituel des animaux) et la bediḳah n'étaient pas pratiqués. « Les seuls animaux considérés comme consommables étaient les poules, les moutons et les chèvres. Les Bene Israël ont sans doute renoncé à la viande bovine afin de ne pas offenser leurs voisins hindous ».
Plusieurs éléments expliquent cependant que les marchands juifs entrés en contact avec eux les aient identifiés comme juifs.
D'une part, le nom qu'ils se donnaient correspond au nom dominant donné par la Bible hébraïque aux juifs : « les enfants d'Israël ». D'autre part, les Bene Israël pratiquaient certaines traditions identifiées comme hébraïques : ils pratiquaient le Shabbat et certaines fêtes juives, ils croyaient en un dieu unique, le Dieu d'Israël, ils pratiquaient la circoncision des enfants mâles, et ils avaient enfin certaines règles alimentaires d'origine juive. Ainsi, par exemple, ils « enlevaient le nerf sciatique d'animaux utilisés pour la nourriture, et ils salaient la viande afin d'en extraire le sang ». Enfin ils utilisaient le mot Shema, premier mot de la profession de foi Shema Israël.
Avant l'adoption du judaïsme orthodoxe au XIXe siècle, plusieurs fêtes étaient pratiquées par les Bene Israël, comme Navyacha San (la fête du nouvel an), Khiricha San (la fête du Khir, une sorte de pudding), Darfalnicha San (une période de jeûne et de silence d'une journée). Pour certaines de ces fêtes au moins, une origine juive est plausible.
Ces pratiques résiduelles ont permis d'identifier les Bene Israël comme juifs, mais avec certains doutes quant à leur « pureté ».

### La prise de contact avec les autres communautés indiennes

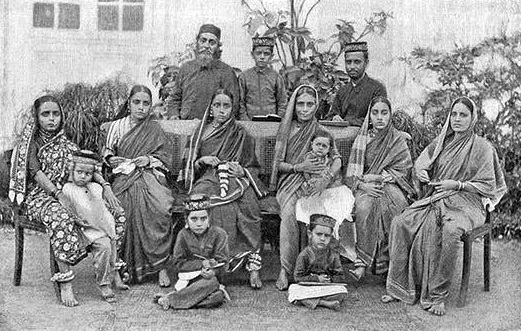
Une famille Bene Israël à Bombay, vers 1900.

Les premiers contacts identifiés avec d'autres juifs datent du XVIIIe siècle. Benjamin J. Israel considère, en s'appuyant sur la lettre de Sartorius (1738), que des contacts sporadiques avec les Juifs de Cochin sont plausibles vers 1700, voire antérieurement. Cependant, le premier document des Juifs de Cochin à ce sujet est une lettre de 1768 de Ezekiel Rahabi, un cadre de la Compagnie néerlandaise des Indes orientales adressée aux Juifs d'Amsterdam, lettre qui mentionne que des « enseignants cochini sont allés dans le Konkan pour instruire les Bene Israël de la religion juive et de ses pratiques, et que certains membres de la communauté Bene Israël sont allés à Cochin se former comme instructeurs en religion juive ». Cette reprise des contacts durait depuis déjà quelque temps, le fils de Rahabi, David Rahabi, ayant travaillé avec les Bene Israël dès le milieu du XVIIIe siècle, alors qu'il était employé par la compagnie des Indes. À compter de 1750, la reprise de contact avec les Juifs de Cochin amène une évolution dans les prénoms, ceux-ci devenant de plus en plus hébraïques, quoique souvent indianisés, comme Samaji (pour Samuel), ou Hasaji (pour Ézéchiel). Vers cette date, la communauté aurait compté environ 5 000 membres.
Après ces premiers contacts avec les Juifs de Cochin (particulièrement les « juifs blancs de Cochin », ou Paradesi, très liés à la compagnie des Indes), d'autres contacts seront établis au tournant du siècle avec les marchands juifs du Moyen-Orient, alors en train de créer une nouvelle communauté juive indienne, celle des Baghdadi. À compter du XIXe siècle, s'établissent également des liens avec l'importante communauté juive sépharade yéménite (qui était de longue date une source importante de textes sacrés pour les Juifs de Cochin).
À compter de 1813, les autorités britanniques autorisent l'action des missionnaires chrétiens en Inde. Dès cette époque, les Bene Israël rentrent en contact avec ceux-ci, qui leur transmettront la Bible traduite en marâthî, beaucoup plus accessible pour eux que la version hébraïque. Les missionnaires protestants américains et écossais joueront ainsi un rôle important dans l'enseignement et l'explication de l'Ancien Testament, et même dans l'approfondissement de la formation à l'hébreu, initiée par les Juifs de Cochin. Le docteur John Wilson « le plus célébré de ces missionnaires […] par les Bene Israël » produira ainsi une grammaire hébreu-marâthî. Cette démarche permettra aux missionnaires de faire de l'hébreu la seconde langue enseignée aux Bene Israël dans leurs écoles (après l'anglais), même si très peu de membres de la communauté acquéraient à cette époque une vraie maitrise de la langue. Le poids des écoles protestantes dans l'éducation des jeunes est devenu très important dès les années 1820. Eu égard à cette forte influence, Orpa Slapak a même écrit que les missionnaires « avaient créé […] une base solide pour l'entrée de la communauté Bene Israël dans le courant dominant du Judaïsme ».
Plus tard, les missionnaires de l'Église d'Angleterre mettront plus d'agressivité que leurs prédécesseurs à condamner les « erreurs du judaïsme rabbinique », sans beaucoup de succès d'après les plaintes de ces missionnaires,.
C'est sans doute pour contrer l'influence des missionnaires, qu'en 1826, « un groupe […] d'enseignants juifs de Cochin quittèrent leur communauté pour vivre au milieu des Bene Israël […] et leur enseigner l'observance du Judaïsme traditionnel. Un second groupe d'enseignants cochini arriva en 1833 ». Vers cette date, les Bene Israël auraient été environ 6 000, soit guère plus que vers 1750, dont déjà un tiers ayant émigré vers Bombay.
Enfin, en 1838, Shlomo Salem Shurrabi, un autre Juif de Cochin, s'installa chez les Bene Israël, où il devint l'un des enseignants et leaders religieux les plus importants, dirigeant la prière, enseignant la Halakha et créant plusieurs synagogues : Bombay en 1840, Revdanda en 1842, Alibag en 1848 et Panvel en 1849. D'autres créeront neuf autres synagogues d'ici à la fin du XIXe siècle, instituant ainsi un tissu de lieux de culte.
Tous ces contacts vont réformer en profondeur la religion traditionnelle des Bene Israël, en rendant dominantes les pratiques « orthodoxes » du judaïsme : lois religieuses, fêtes juives, hébreu, usage du Tanakh et des règles Talmudiques. Cette réforme explique la perte progressive de statut des kajis, jusqu'à leur disparition. À partir de la fin du XVIIIe siècle (et surtout de 1826), l'encadrement religieux des Bene Israël a surtout été constitué de Juifs Bagdhadi, de Cochin et du Yémen. Ces religieux n'étaient pas des rabbins ordonnés (la communauté de Cochin elle-même n'en avait pas), mais des hazzan (chantre), des Mohel (circonciseur) et des Sofer (scribe). Parfois, mais de plus en plus rarement au cours du XIXe siècle, jusqu'à leur disparition, des kajis intervenaient dans le culte, en particulier dans les zones sans synagogue.
Bien qu'ils aient été « rejudaïsés », les autres Juifs les regardaient avec une certaine réserve, compte tenu de leur longue ignorance des lois juives. Ainsi par exemple, les Baghdadi de Calcutta refusaient tout mariage avec eux, compte tenu des doutes quant à leur éventuelle « impureté ancestrale » en tant que Juifs.
Sous l'influence des Juifs de Cochin ou des Bagdhadi de Calcutta, sépharades, les Bene Israël ont opté pour le rite séfarade, avec certaines particularités propres à la communauté.
La perte de prééminence des anciens responsables (kajis) de la communauté est aussi une perte de l'autonomie sociale et religieuse des Bene Israël, éduqués dans des écoles protestantes, dirigés en tant que militaires ou fonctionnaires par le raj britannique, et en tant que Juifs par des Yéménites, des Cochini ou des Baghdadi. Il faudra attendre la fin du XIXe siècle pour qu'une élite Bene Israël occidentalisée apparaisse.

### La période moderne

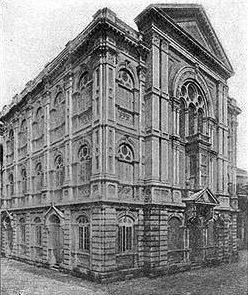
La synagogue Keneseth Eliyahu, à Bombay, vers 1900.

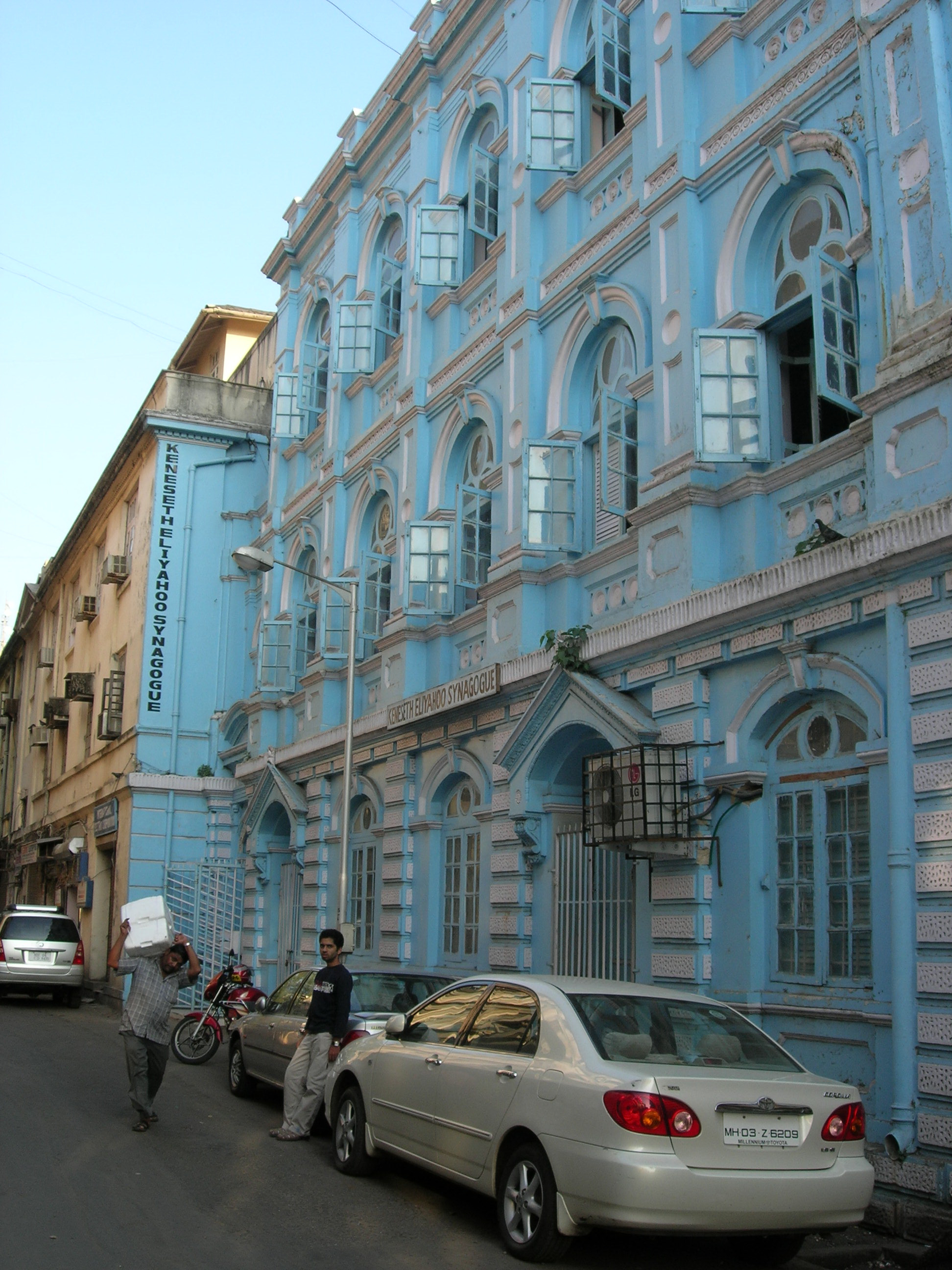
La synagogue Keneseth Eliyahu, à Bombay, en 2006.

Si on sait peu de choses des Bene Israël avant le XVIIIe siècle, leur développement est mieux connu à partir de cette époque.
Partis de leurs villages de la côte (district de Colaba, aujourd'hui Raigad), ils s'installent progressivement dans les villes, en particulier à Bombay (on les nomme d'ailleurs parfois les « Juifs de Bombay »), où ils se regroupent dans le quartier qui sera appelé Israël Moholla. La première famille connue à s'installer dans cette ville est la famille Divekar (« du village de Dive »), en 1746.
Dès la seconde moitié du XVIIIe siècle, des Bene Israël s'engagent en assez grand nombre dans l'armée de la Compagnie anglaise des Indes orientales. Ces engagements militaires n'étaient pas une innovation, certains Bene Israël ayant déjà eu l'habitude de servir dans les marines militaires locales au cours des siècles précédents. Mais l'engagement au sein des troupes de la compagnie permet une ascension sociale plus rapide.
En 1796 est fondée a Bombay Sha'ar haRahamim, la première synagogue Bene Israël, par Samaji Hasaji (Samuel Esekiel) Divekar, officier (avec son frère) des troupes de la Compagnie anglaise des Indes orientales,.
À compter de 1813, les missionnaires britanniques et américains tentent de convertir les Bene Israël, sans grand succès. Mais ils apportent avec eux des modifications culturelles non négligeables, en particulier la Bible en marâthî, et une pratique de l'Anglais qui sera essentielle pour l'amélioration de la situation sociale de la communauté, lui permettant de se lier au Raj britannique. Cette évolution culturelle par l'éducation, avec ses conséquences sociale, est aussi le produit de l'influence des Juifs de Calcutta (Bagdhadi) et de Cochin, très connectés sur le commerce international. Pour l'ancienne, modeste et isolée caste des « presseurs d'huile », il s'agit d'une révolution sociale importante.
Au cours du XIXe siècle, le mouvement d'émigration s'accélère, depuis les villages de la côtes vers les villes de l'intérieur. Si Bombay et sa région restent la destination principale, avec à terme les trois quarts de la communauté, les Bene Israël s'installent aussi de façon importante dans trois autres villes du nord-ouest : Pune, Karachi (actuellement au Pakistan), et Ahmadabad.
À Karachi, par exemple, ils deviennent même rapidement assez nombreux, puisqu'ils sont selon les sources entre 1 000 et 2 500 (sur les 10 000 Bene Israël de l'époque) au début du XXe siècle. À partir de Karachi, certains créeront même une petite communauté, desservie par deux synagogues, à Peshawar, près de la frontière afghane.
Dès la fin du XVIIIe siècle, l'activité de presseur d'huile est en voie de disparition, remplacée par de nouvelles activités. La carrière militaire est une des plus importantes depuis la seconde moitié du XVIIIe siècle, mais il en existe d'autres, qui se développent entre la fin du XVIIIe siècle et le milieu du XIXe siècle : entrepreneurs de travaux publics, charpentiers, employés, institutrices, fonctionnaires. Vers le milieu du XIXe siècle, l'engagement militaire des Bene Israël est un grand succès, puisque près de 50 % des officiers indigènes de l'armée de Bombay appartiennent à la communauté.
Avec le temps et l'amélioration de leur niveau d'éducation, en particulier en anglais, le niveau des emplois occupés tend à s'améliorer. Dans la seconde moitié du XIXe siècle, la proportion de Bene Israël dans l'armée de Bombay décline très fortement, à la suite de modifications dans la politique de promotion et au poids croissant des hautes castes, comme les Rajpoutes. Dès le troisième quart du XIXe siècle, « l'enrôlement avait pratiquement cessé, et à la fin du siècle, seule une poignée d'officiers supérieurs étaient encore en service actif ». De façon anecdotique, on retrouve quelques officiers Bene Israël dans l'armée britannique des Indes, puis dans celle de l'Inde indépendante, avec par exemple un vice-amiral et un major-général.
En 1875, les Bene Israël établissent une « école israélite », en langue anglaise, la première école « moderne » sous leur contrôle. Il s'agit d'une volonté de prendre en main leur propre éducation, mais aussi d'une conséquence du retrait progressif des missionnaires protestants de leur rôle éducatif, lequel se retreint puis disparaît dans le milieu Bene Israël dans la seconde moitié du XIXe siècle.
Entre la fin du XIXe siècle et le début du XXe siècle, l'enseignement en anglais se généralise, de moins en moins de jeunes suivant des études en marathi ou en hébreu. Chez certains, l'anglais est devenu la langue parlée dominante, le marathi n'étant plus qu'une langue secondaire pour communiquer avec l'environnement indien.
Autre preuve de l'autonomie sociale grandissante de la communauté, mais aussi de son expansion géographique, la grande synagogue de Karachi, Magen Shalome, est construite en 1893.

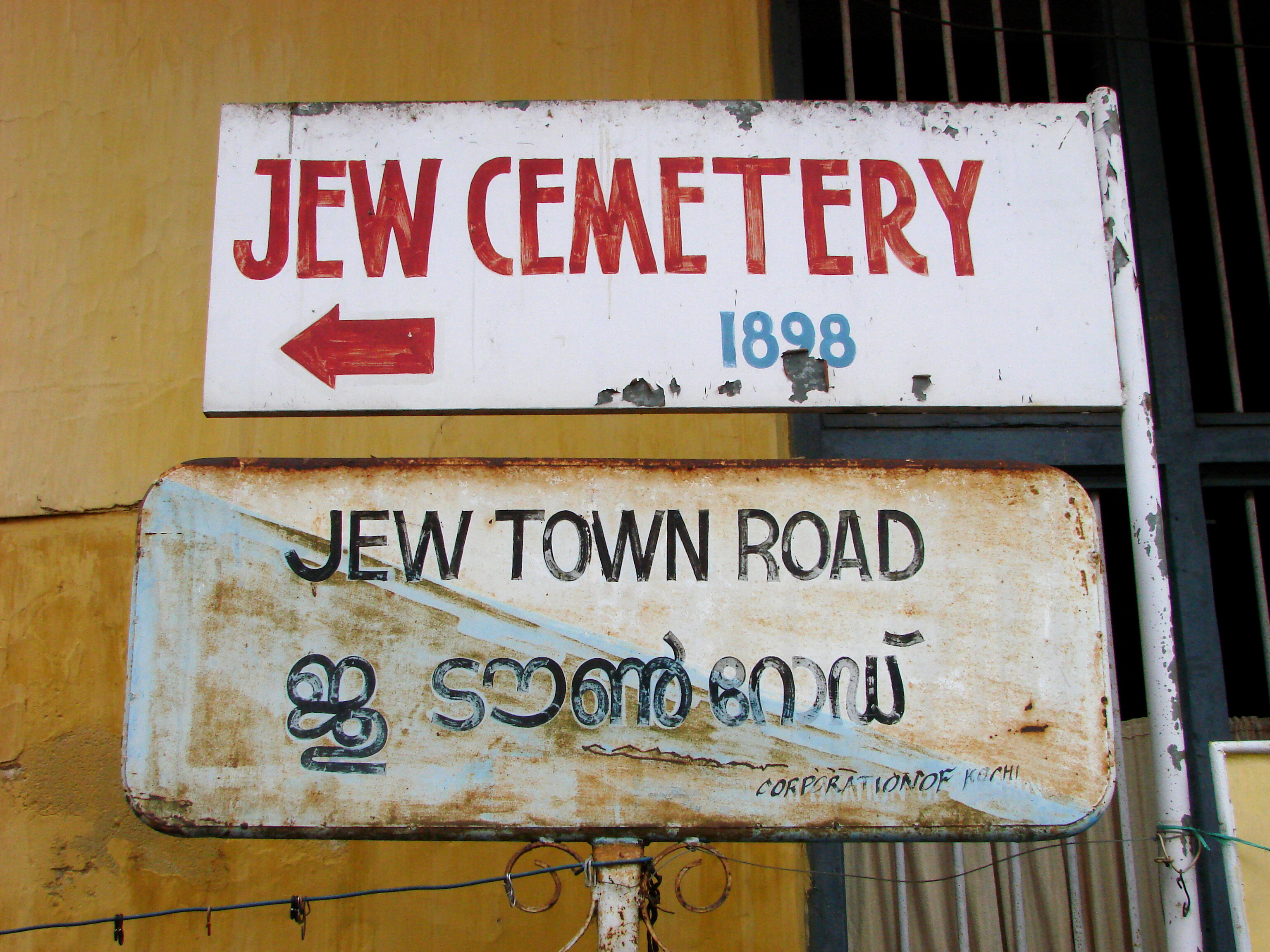
Indications pour le vieux cimetière juif de Cochin

À la fin du XIXe siècle, les Bene Israël sont de plus en plus nombreux à devenir de petits fonctionnaires de l'empire britannique, des employés de bureau ou des commerçants. À compter du XXe siècle apparaissent des médecins et des avocats. Cependant, il n'y aura jamais de développement de grandes entreprises détenues par des Bene Israël, semble-t-il par manque de capitaux. Les Bene Israël du XIXe siècle et de la première moitié du XXe siècle restent assez pauvres, mais apparaissent cependant, relativement au niveau de vie de l'Inde, comme ayant un positionnement de classe moyenne.
Preuve de l'occidentalisation de la communauté, des associations communautaires « modernes », apparaissent au début du XXe siècle. La Bene Israel conference est fondée en 1917. La all india israelite league est créé en 1918 par deux Bene Israël, Jacob Bapuji Israel et David S. Erulkar, qui entendaient fédérer toutes les communautés de l'Inde. Vers la même époque sont fondés l'association caritative Karachi Bene Israel Relief Fund et le Karachi Jewish Syndicate. Le docteur E. Moses, un Bene Israel, est élu maire de Bombay en 1937.
On estime que les Bene Israël étaient au nombre de 6 000 dans les années 1830, 10 000 au tournant du XXe siècle, et en 1948, lorsque leur communauté était la plus nombreuse en Inde, on comptait 20 000 à 25 000 individus. Depuis, leur population n'a cessé de diminuer (en Inde), principalement du fait de l'émigration vers Israël, mais aussi vers les États-Unis, le Canada et le Royaume-Uni. Depuis les années 1970 et jusqu'en ce début du XXIe siècle, la population en Inde est restée assez stable, aux alentours de 5 000 personnes.

### L'émigration vers Israël
En 1897, les Bene Israël avaient été invités à participer au Premier congrès sioniste de Bâle, mais avaient décliné l'invitation.
Au cours de la première moitié du XXe siècle, la communauté reste prudemment neutre et à l'écart de la lutte pour l'indépendance, à l'exception de quelques individualités, comme David Erulkar. Mais avant même la création d'Israël, la situation des Bene Israël a commencé à changer, du fait de l'indépendance et de la partition (entre l'Inde et le Pakistan) de l'ancien Empire des Indes britanniques, en 1947. Les Bene Israël étaient assez liés au commerce ou à l'administration coloniale, et l'indépendance remet dans une certaine mesure en cause cette situation.
En Inde, la situation institutionnelle de la communauté n'a pas été directement atteinte, mais les affrontements violents entre hindous et musulmans qui ont touché la région de Bombay, les interrogations nées de la fin de l'empire et l'intérêt pour la création d'un État juif ont entraîné dès 1948 un courant d'émigration vers Israël, courant qui se poursuivra au cours des années 1950 et 1960. Quelques centaines de personnes émigreront également vers d'autres pays, principalement anglo-saxons : Royaume-Uni, Canada, Australie ou États-Unis. Après 1971, date à laquelle il ne restait plus que 5 500 Bene Israël en Inde, le taux d'émigration chuta considérablement, et la population Bene Israël de l'Union indienne en 2008 compte toujours environ 5 000 personnes.
Au Pakistan, où vivaient environ 2 000 à 2 500 Bene Israël, « la création d'un État islamique […] [solidaire des Palestiniens] a créé un sentiment croissant d'insécurité au sein de la communauté pakistanaise […]. Après qu'Israël a proclamé son indépendance en 1948, des incidents violents sont survenus au Pakistan contre la communauté […]. La synagogue de Karachi a été incendiée et les Juifs ont été attaqués. Le sort des Juifs est devenu [encore] plus précaire à la suite des troubles et des manifestations dirigés contre les Juifs pendant les guerres israélo-arabes en 1948, 1956 et 1967. La persécution des Juifs a entraîné une émigration massive, principalement vers l'Inde, mais aussi vers Israël et le Royaume-Uni. La petite communauté de Peshawar a cessé d'exister, et les synagogues ont été fermées. En 1968, le nombre de Juifs au Pakistan était tombé à 250, la quasi-totalité d'entre eux étaient concentrés à Karachi, où il y avait une synagogue, une organisation sociale, et un organisme de loisirs. […] Magen Shalome […]. La dernière synagogue de Karachi a été démolie dans les années 1980 ». En 2007, il ne restait qu'environ 200 Bene Israël au Pakistan.

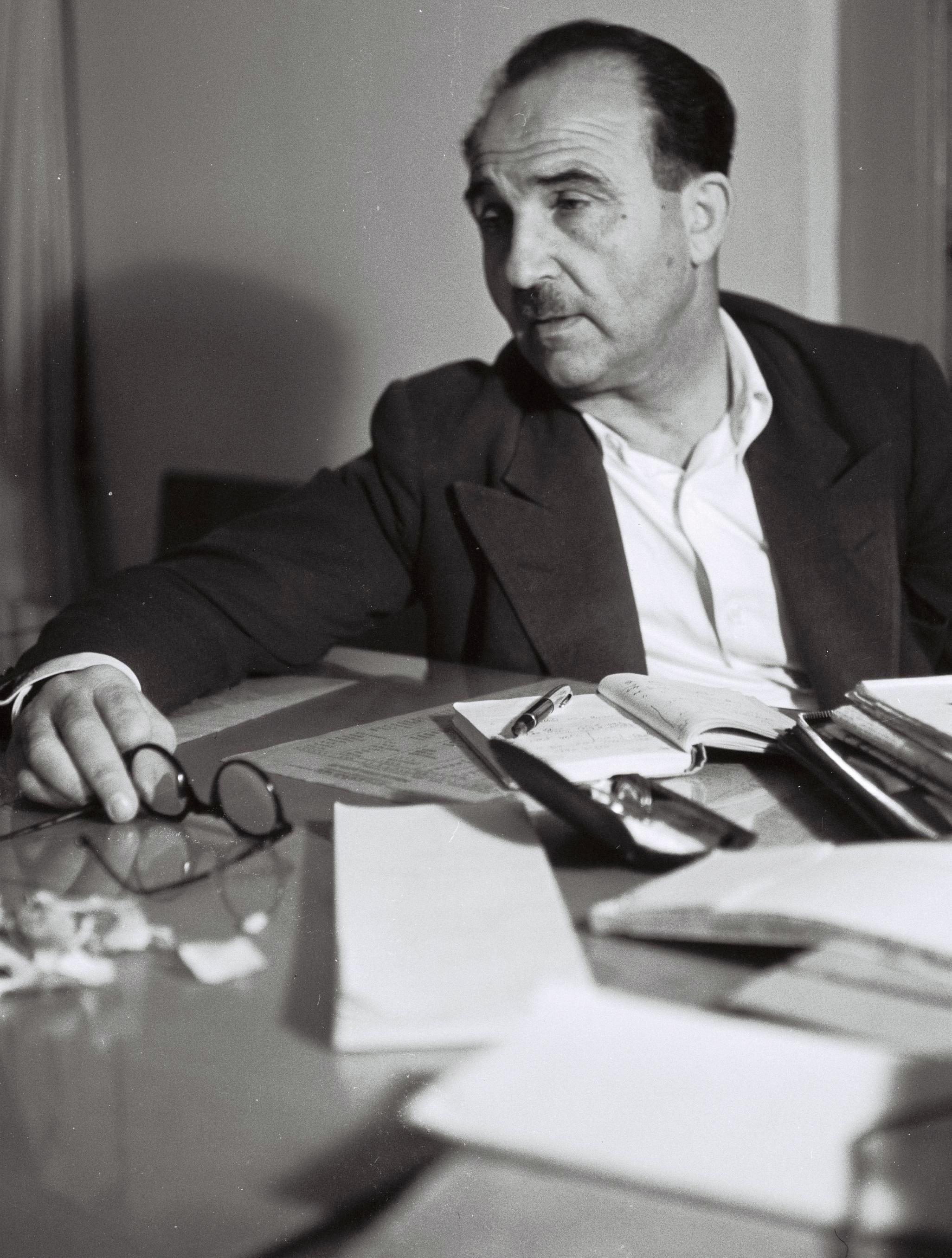
Le premier ministre israélien Levi Eshkol, soutien des Bene Israël en 1964 contre le rabbinat.

En Israël, l'immigration a suscité une controverse. L'origine juive des Bene Israël ne faisait pas débat, et l'État acceptait leur immigration. Mais en 1961, le rabbinat posa la question de savoir si les membres de la communauté étaient encore pleinement Juifs. Plus spécifiquement, une analyse généalogique était demandée aux rabbins avant tout mariage d'un Bene Israël, et ce « en remontant aussi loin que possible ». Une conversion rituelle avant mariage, visant à lever tout doute était également demandée.
En effet, pendant des siècles, les Bene Israël avaient vécu sans rabbin ni connaissance de la loi juive (Halakha). Leurs mariages, leurs conversions d'Indiens (considérées comme probables compte tenu de leur apparence physique) étaient donc suspects. En Israël, les rabbins ont le monopole sur le mariage des Juifs, et du fait des doutes du rabbinat sur la judaïté des Bene Israël, ces derniers eurent soudain des difficultés à se marier en Israël. Ces problèmes ont freiné leur émigration et entrainé des mouvements de protestation des Bene Israël vivant dans l'État juif.
Il est possible que cette question ait été une exportation des anciennes divisions communautaires indiennes, dans la mesure où le grand rabbin séfarade d'Israël de l'époque, Yitzhak Nissim (1896-1981) était originaire de Bagdad, en Irak, une communauté ayant donné naissance à celle des Baghdadi indiens. La question de la judaïté des Bene Israël avait été plusieurs fois posée par les Baghdadi de Bombay aux rabbins de Bagdad, et le sujet leur était donc connu. Joan G. Roland note que beaucoup de Bene Israël israéliens ont à l'époque considéré qu'on retrouvait dans ces soupçons la trace de l'attitude méfiante des Baghdadi indiens sur la pleine judaïté des Bene Israël.
À la suite de ces mouvements de protestation, « le Grand Rabbinat orthodoxe d'Israël décrète en 1962 que le mariage avec les Bene Israël était autorisé. Le Premier ministre israélien a publié une déclaration en 1964 selon laquelle le gouvernement d'Israël les considérait comme des Juifs à tous les égards ». Cette dernière déclaration faisait suite à des manifestations. En effet la décision du rabbinat de 1962 n'avait pas totalement réglé la question. Celui-ci, sans rejeter par principe les Bene Israël, avait maintenu une demande d'enquête au cas par cas avant les mariages. Deux semaines après la déclaration de soutien de Levi Eshkol, le grand rabbinat annule l'exigence de ces enquêtes, décision qui règle définitivement les problèmes de statuts personnels, et facilite l'immigration.
La fin de l'émigration de masse se produit au début des années 1970, quand les dernières populations villageoises sont touchées.
Les Bene Israë seraient 50 à 60 000 en Israël (en 2005), 5 000 en Inde (en 2008), 200 au Pakistan (en 2007) et 2 000 dans divers pays anglophones (Royaume-Uni, Canada, États-Unis…).
Les principales villes israéliennes où vivent les Bene Israël sont Ashdod, Lod, Ramleh et Beersheba ». « La plupart des Juifs de Karachi vivent ainsi aujourd'hui à Ramleh, […] et y ont construit une synagogue qu'ils ont nommée Magen Shalome », du nom de l'ancienne synagogue de Karachi.
En 1984, Benjamin J. Israel note une résistance à l'assimilation culturelle en Israël, à l'exception de ceux qui étaient déjà les plus occidentalisés avant leur immigration. En 2007, Shalva Weil indique que « les membres plus âgés parlent encore l'ourdou ou le marâthî. « Ils ne sont pas la plus intégrée de toutes les communautés d'Israël », note le Dr Shalva Weil de l'Université hébraïque, un expert des Juifs du sous-continent ». Le niveau d'éducation a cependant augmenté, et les mariages avec les membres d'autres communautés juives se sont fortement développés.

## La communauté baghdadi

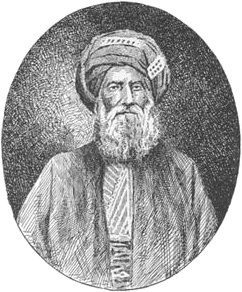
David Sassoon.

La communauté Baghdadi est une communauté de Juifs arabophones, surtout originaire d'Irak, fondée sur le commerce international. Elle a amorcé sa constitution au XVIIIe siècle autour du port de Surat (dans le Goudjerate, au nord de Bombay), avant de se développer au XIXe siècle à Bombay puis à Calcutta. Elle disparaît quasiment dans le troisième quart du XXe siècle par émigration vers les pays anglo-saxons et Israël.

### Origine
Garcia de Orta (1501-1568) rejoint en 1534 Martim Afonso de Sousa (1500-1564), gouverneur des Indes (1534-1539, Capitão-mor do mar). Son long séjour a pu contribuer à favoriser aussi les commerçants d'origine juive portugaise, à Surate à partir de 1534 puis à Bombay dès 1554.
À compter du XVIIe siècle, des commerçants Juifs européens (souvent descendants de réfugiés séfarades d'Espagne) sont présents en Inde, en particulier à Surat, un peu au nord de Bombay. Puis, au début du XVIIIe siècle, quelques commerçants juifs moyen-orientaux les rejoignent. Vers 1730, Joseph Semah, récemment installé à Surat est le premier commerçant juif arabophone connu à s'installer à Bombay.
À partir de 1760, le port de Bassorah, dans le sud de l'actuel Irak, devient un centre important pour le commerce de la Compagnie anglaise des Indes orientales. Des Juifs irakiens, déjà impliqués dans les activités commerciales, profitent alors des routes commerciales de la compagnie pour renforcer leurs activités à travers l'océan Indien, et vers l'Inde en particulier. Renouvelant ce qu'on pense avoir été à l'origine des communautés plus anciennes de l'Inde, certains de ces commerçants s'installent alors en Inde sur les traces de leurs quelques prédécesseurs, pour y développer leurs activités économiques.

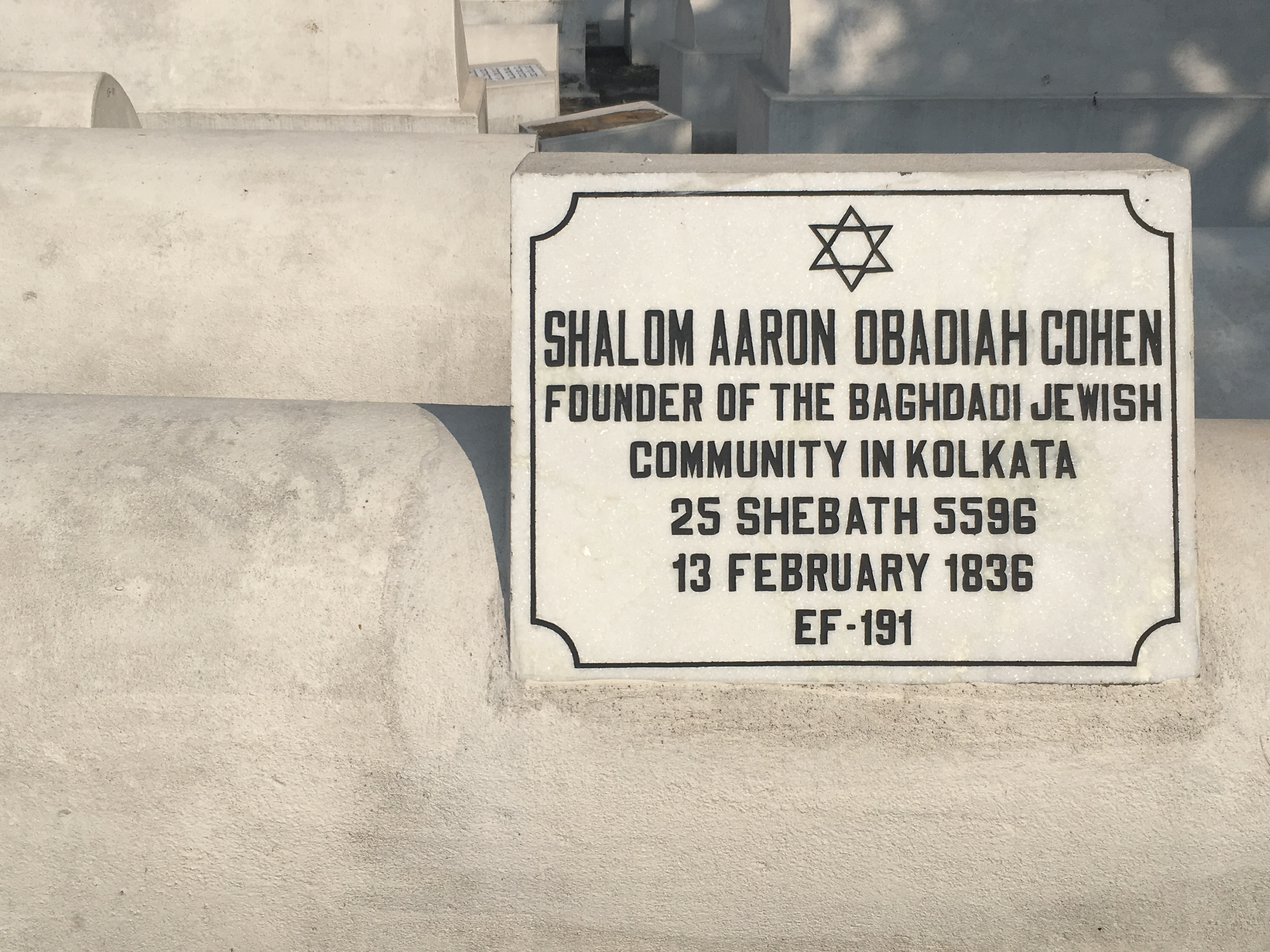
Tombe de Shalom Aaron Obadiah Cohen, fondateur de la communauté juive baghdadi en Inde.

Dès la fin du XVIIIe siècle, une première communauté de commerçants juifs de langue arabe est installée en Inde. Placée sous la direction de Shalom Obadiah Ha-Cohen, d'Alep, en Syrie, elle regroupe des Juifs arabophones de l'Empire ottoman, venus surtout d'Irak, mais aussi de Syrie voire du Yémen. Quelques Juifs non arabophones se joindront même à eux, provenant de Perse (Iran) ou d'Afghanistan. Le terme de Baghdadi (« ceux de Bagdad »), plus rarement Iraki, s'impose à cette époque du fait de l'origine dominante de ces marchands. La communauté essaime dans les grands ports marchands des côtes indiennes à partir de Surat, mais reste encore modeste à la fin du XVIIIe siècle. Elle aurait alors compté 95 commerçants (plus leurs proches) à Surat, disposant d'une synagogue et d'un cimetière juif.

### Développement

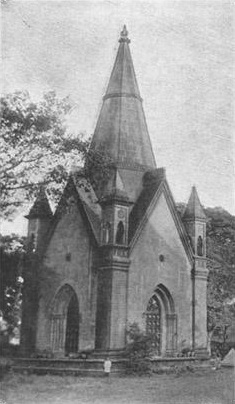
La tombe de David Sassoon, à Pune.

Les ports qui attirent le plus ces commerçants à partir de Surat sont d'abord Bombay puis Calcutta. De ce fait, le poids initial de Surat se restreint rapidement au bénéfice de ces deux nouveaux centres. Dès la fin du XVIIIe siècle, les marchands juifs de Bombay prennent du poids dans le commerce international basé dans la ville, sous l'influence du plus important d'entre eux, Salomon Jacob. Cette ville attire en premier les Baghdadi, car Calcutta est totalement sous le contrôle des commerçants britanniques. À Bombay, les circuits économiques sont plus ouverts, et les Baghdadi vont rapidement prendre un poids important dans le commerce du tabac, du jute, du coton, voire de l'opium (alors légal).
Vers la fin des années 1820, les persécutions anti-juives de Daud Pacha, gouverneur ottoman mais semi-indépendant de Bagdad et d'une bonne partie de l'Irak amènent le départ de nombreux Juifs vers les pays avoisinants et l'Inde, une fuite encore renforcée par les destructions et l'épidémie qui accompagne le renversement de Daud Pacha par les Ottomans, en 1831. C'est dans ce cadre qu'en 1832 arrive à Bombay David Sassoon (Bagdad, 1792 - Pune (Inde), 1864), issue d'une riche famille de commerçants, qui deviendra le plus riche négociant de la communauté, et son principal dirigeant. La mort en 1834 de Salomon Jacob, responsable de la communauté depuis la fin du XVIIIe siècle favorisera l'ascension de la famille Sassoon. Celle-ci restera la famille dominante de la communauté Baghdadi de Bombay jusqu'au XXe siècle.
Au début des années 1830, la population des Juifs arabes de Bombay est encore modeste, puisqu'elle ne compte que 20 ou 30 familles, très loin des Bene Israël, qui eux aussi sont en train de s'installer à Bombay et comptent déjà environ 2 000 personnes dans la ville.
L'arrivée des réfugiés d'Irak puis celle de nouveaux réfugiés persans chassés par les conversions forcées de Meshed, en 1839, vont accélérer son expansion.

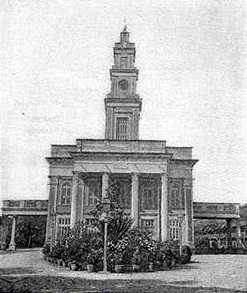
La synagogue Magen David, construite à Bombay par David Sassoon.

Commerçants avisés, les Baghdadi deviennent dès la première moitié du XIXe siècle une des communautés les plus prospères de la ville et y font œuvre de philanthropes. Les membres les plus connus de cette communauté sont David Sassoon (Bagdad, 1792 - Pune (Inde), 1864) et son fils Albert Sassoon (Bagdad, 1818 - Brighton, 1896). La famille va également créer une banque renommée en Asie, et des activités non seulement à Bombay, mais aussi à Calcutta, Rangoon, Shanghai ou Singapour. Les Sassoon sont aussi parmi les premiers à développer des activités industrielles dans la région, dans le domaine du textile. « Comme les Rothschild, David Sassoon place […] ses nombreux fils dans différentes villes et pays ». Preuve du succès de la famille, mais aussi de ses liens étroits avec l'administration britannique en Inde, Albert Sassoon devient chevalier de l'Ordre du Bain en 1872 et Baronnet en 1890.
L'un des descendants de la famille, Victor Sassoon (1881-1961), vécut à Shanghai. De ce fait, il eut un rôle important dans le développement initial de Shanghai. Sa fortune lui permit également d'aider les milliers de Juifs qui purent se réfugier à Shanghai pendant la Seconde Guerre mondiale.
Très croyant, David Sassoon fait construire en 1861 la synagogue Magen David pour la communauté qui s'agrandit. Vers la même époque il multiplie le financement pour les activités religieuse, éducative ou d'aides sociales pour ses coreligionnaires plus défavorisés, surtout à Bombay, mais aussi dans d'autres communautés à travers l'Orient.
Dans la seconde moitié du XIXe siècle, les Baghdadi renforcent leur implantation dans d'autres villes, en particulier Calcutta, qui devient progressivement leur plus grosse implantation, dominée par la famille des Ezra de Calcutta, mais aussi par d'autres familles de grands marchands, comme les Musleah, les Gubbay ou les Abraham. Ces grandes familles, qui ne sont d'ailleurs pas les plus nombreuses, beaucoup de Baghdadi restant modestes, sont généralement liées entre elles par les liens du mariage, mais peuvent aussi s'opposer entre elles en fonction des conflits de pouvoir ou de commerce. Avec le développement des Ezra de Calcutta, « une bonne partie de l'histoire de la communauté des Juifs Baghdadi tournera autour de l'acceptation ou du refus de [leur] domination ». Vers la fin du XIXe siècle, les Baghdadi sont environ 1800 à Calcutta. Ils y ont deux synagogues importantes, la 'Beth-El' et la 'Maghen David', cette dernière étant financée par les Ezra qui sont également à l'origine du 'Ezra Hospital' et de l'école pour filles juives, deux institutions encore en activité. 'Ezra Street', à Calcutta, rappelle la mémoire de cette importante famille.
Avec le développement de leur implantation en Inde, les Baghdadi apprennent les langues locales, mais de façon limitée, surtout pour le commerce. Au contraire des Paradesi de Cochin, également originaires (au moins en partie) du Moyen-Orient, et qui s'acculturent au point d'adopter le malayalam comme langue natale. Lorsque dans la seconde moitié du XIXe siècle l'arabe régresse chez les Baghdadi, c'est au profit de l'anglais.

### Relation avec les Bene Israël
Lors de l'arrivée des Baghdadi à Bombay, les Bene Israël avaient déjà une synagogue et un cimetière juif, qui furent également utilisés par le petit groupe d'arrivants arabophones.
Cependant, les Bene Israël, du fait de la longue et quasi-disparition de toute forme de judaïsme orthodoxe, sont regardés avec une certaine méfiance. Dès que la communauté Baghdadi de Bombay atteint une certaine importance, en 1836, elle demande donc (David Sassoon fait partie des dix signataires) aux autorités « la permission de construire un mur de division à l'intérieur du cimetière commun, sur la justification qu'ils [les Baghdadi] avaient des usages différents de ceux des Bene Israël, mais cette requête fut refusée. Plus tard, les Baghdadi se firent donner un terrain par la municipalité de Bombay pour un cimetière séparé ».
Comme lors de l'arrivée des Juifs blancs à Cochin, les différences d'origine, de culture et de statut social encouragent les structurations en communautés séparées, non dénuées d'attitudes dévalorisantes. Ainsi, les Baghdadi de Bombay n'autorisent pas les mariages entre leurs enfants et ceux de la communauté Bene Israël, ils ne consomment pas de nourriture préparée par un membre de cette communauté et refusent de compter un Bene Israël comme élément du miniane, les dix hommes nécessaires pour commencer une prière. Les Baghdadi considèrent en fait les Bene Israël comme des Juifs impurs.
En 1854, le voyageur Israel Joseph Benjamin publie Un an de séjour aux Indes orientales (1849-1850), dans lequel il indique que les Juifs « babyloniens » (selon son expression) de Bombay ont mis à la disposition des Bene Israël des responsables religieux, mais qu'ils ne les considèrent pas vraiment comme Juifs, refusant en particulier de se marier avec eux, alors que les Bene Israël souhaiteraient au contraire renforcer leurs liens avec les « Babyloniens »,. Malgré les déclarations de I. J. Benjamin, Joan G. Roland considère que les Baghdadi n'ont jamais officiellement et clairement refusé le judaïsme des Bene Israël, mais ont plutôt entretenu le doute à leur sujet. Elle note ainsi que les questions posées aux rabbins de Bagdad et Jérusalem sur l'autorisation ou non de se marier avec des Bene Israël furent assez nombreuses, indice que la question ne fut jamais très clairement tranchée de leur point de vue.
Les Baghdadi de Bombay influencent cependant la vie de la communauté Bene Israël, favorisant ses contacts avec les communautés juives extérieures à l'Inde ou lui fournissant des cadres religieux ou des livres. En 1859, Rabbi shmuel Abe de Safed note que les Baghdadi aident les Bene Israël, et leur permettent d'avoir une observance des lois religieuses de bonne facture, et en 1870 les responsables religieux séfarades et ashkénazes des villes saintes de Safed et Tibériade reconnaissent que les B'nai Yisroel sont « Juifs dans tous les sens » du terme, ce qui provoque un débat animé après la publication de l'avis rabbinique dans un journal Baghdadi, mais sans lever finalement les préventions.

### Émigration vers Israël
La communauté Baghdadi comptait, à son apogée dans les années 1940, quelque 7 000 membres. Cependant, après une forte émigration vers Israël et les pays anglo-saxons dans le troisième quart du XXe siècle, elle est presque éteinte au début du XXIe siècle, avec moins de 50 personnes.

## Autres groupes se réclamant du judaïsme
Si les groupes précédemment cités sont les seuls à avoir eu une vie juive historiquement identifiée en Inde, deux groupes aux origines obscures ont récemment revendiqué leur appartenance au judaïsme.

### Bnei Menashe

Le drapeau des Bnei Menashe.

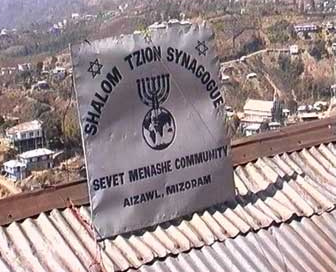
Une synagogue Bnei Menashe.

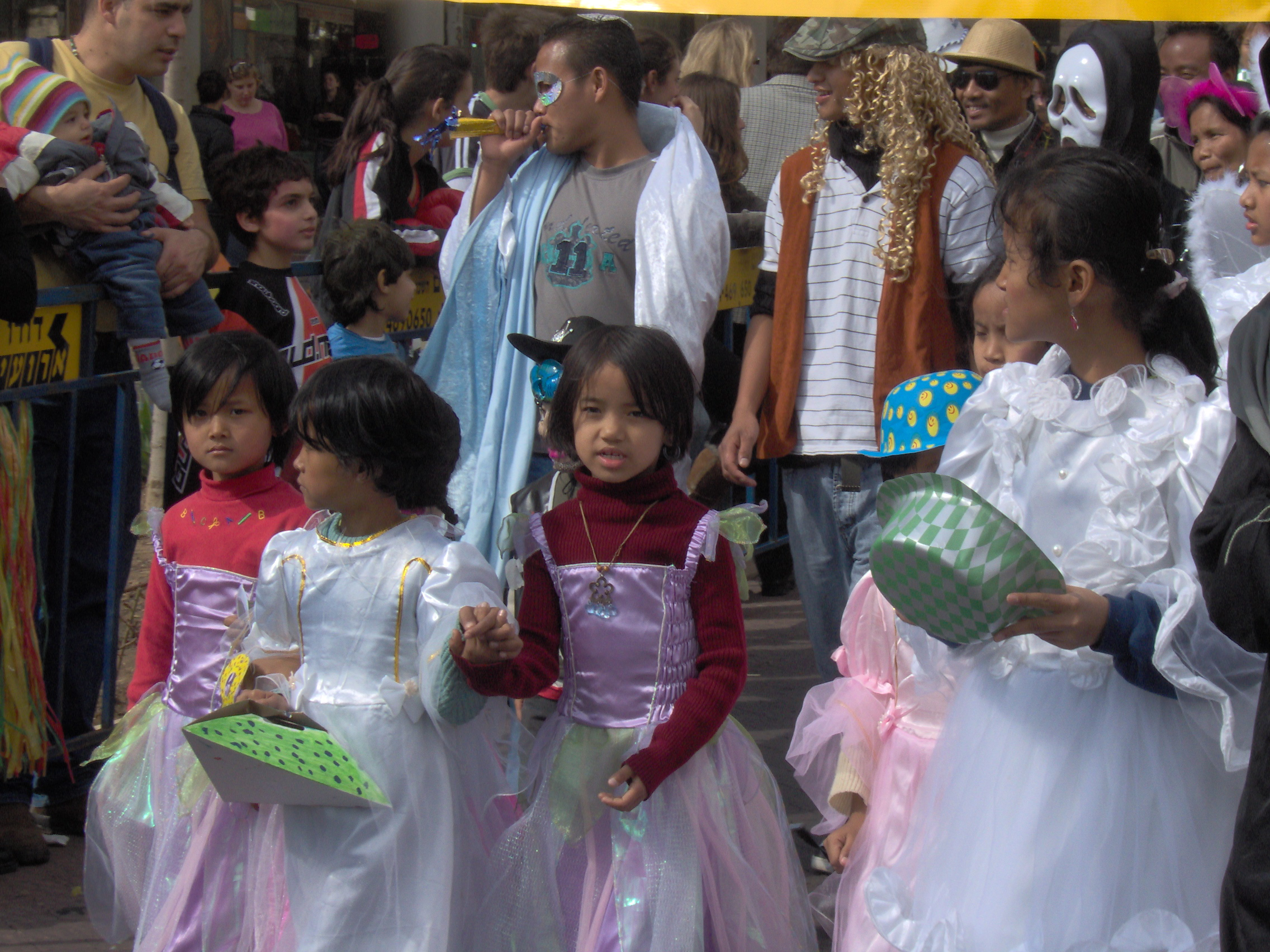
Des Bnei Menashe lors des fêtes de Purim, en Israël.

Les Bnei Menashe (en) (« enfants de Menashe », hébreu בני מנשה) sont un groupe de Mizo habitant le nord-est de l'Inde, sur la frontière Birmane, au Manipur et au Mizoram, qui a commencé à s'intéresser au judaïsme dans les années 1950. La référence que le groupe fait à la tribu de Manassé vient de la proximité avec le nom de « Matmase, un ancêtre que l'on appelait à l'aide, autrefois, dans les situations difficiles ou au cours des cérémonies religieuses ».
Cette région du pays a été rattachée à l'empire des Indes par la couronne britannique, mais ne relève pas historiquement de la culture hindoue. Le rattachement de cette région à l'Inde est donc plus politique que culturel. Dans ces régions de montagne, les populations ont été christianisées dans la première moitié du XXe siècle par les missionnaires britanniques.
C'est dans les années 1950 qu'un groupe du peuple Mizo a affirmé trouver des correspondances entre certaines coutumes Mizo et les coutumes juives décrites dans l'Ancien Testament chrétien auquel ils avaient dorénavant accès. La connaissance de la Bible chrétienne semble en effet avoir joué un rôle important dans la redéfinition « juive » de l'identité du groupe. « Dans cette région où chacun connaît la Bible sur le bout des doigts, la plupart disent en effet avoir abandonné le christianisme en raison de ses "inconsistances". « L'Église ne suit pas ce que dit la Bible, accuse ainsi Abraham Fanai, propriétaire d'une petite échoppe de trottoir. Le Livre parle d'un seul Dieu, mais à la messe on nous parle de Trinité. Jésus célébrait sabbat, mais les chrétiens prient le dimanche" ». Ainsi « dans les années 1950, un villageois du nord du Mizoram, Chala, a eu un rêve dans lequel Dieu lui aurait promis de ramener les enfants de Matmase en Israël. Le mythe de la tribu perdue était né ». Ce groupe s'est alors proclamé descendant des Hébreux de la tribu de Manassé. « Ce n'est toutefois que dans les années 1970 que de plus en plus de Mizo se sont mis à pratiquer le judaïsme ». Le groupe s'organise alors de façon plus structurée, et apprend les bases du Judaïsme orthodoxe.
À compter du début des années 1990, des rabbins acceptent de convertir des membres du groupe, et les premières émigrations vers Israël commencent en 1994. Entre la fin des années 1990 et 2003, le gouvernement israélien a accepté l'immigration de 100 convertis par année, freinant délibérément l'immigration devant la crainte de voir les conversions devenir un moyen d'immigration économique en Israël.
Les nouveaux immigrants se sont souvent installés dans des implantations israéliennes, en particulier à Gaza, alimentant l'hostilité des mouvements palestiniens et même d'Israéliens défavorables aux implantations juives. Ces derniers ont souvent accusés le camp nationaliste religieux de soutenir la conversion des Bnei Menashe pour des raisons politiques : le renforcement des implantations juives. Le premier rabbin Bnei Menashe régulièrement ordonné est d'ailleurs Yehuda Gin, qui vit au sein de l'implantation sioniste religieuse de Hébron depuis le début des années 1990.
En 2005, les 146 Bnei Menashe vivant dans la bande de Gaza ont dû quitter celle-ci lors de l'évacuation de ses colonies juives.
« En 2003, le ministère israélien de l'intérieur a […] interdit toute nouvelle immigration, en attendant de vérifier la filiation juive. »
« En mars 2005, après avoir étudié la question, le grand rabbin séfarade d'Israël, Rabbi Shlomo Amar, a formellement identifié le Bnei Menashe en tant que « descendants d'Israël », confirmant leur revendication à une ascendance juive ». Le gouvernement israélien reste cependant réservé. Ainsi, en août 2005, plusieurs mois après la décision du grand rabbinat (qui en droit ne s'impose pas à l'État d'Israël), « l'ambassade d'Israël de New Delhi, […] continue d'affirmer que “cette histoire n'est pas claire du tout” » ».
Autre cause de l'arrêt de l'immigration, les conversions ont pratiquement cessé devant l'opposition du gouvernement indien à tout prosélytisme religieux venu de l'étranger. En novembre 2005, le gouvernement israélien a d'ailleurs accepté sous la pression du gouvernement indien de retirer ses « missionnaires », et les rabbins israéliens qui convertissaient les Bnei Menashe quittent le pays.
Fin 2006, un groupe de 218 personnes récemment converties lors d'une visite de rabbins en Inde a cependant pu immigrer.
Environ 1 000 Bnei Mensashe vivent fin 2006 en Israël, officiellement convertis. Sept mille autres vivent toujours dans le Mizoram, attendant une conversion officielle.
Début 2007, la situation des Bnei Menashe semble bloquée : le gouvernement israélien refuse en effet leur immigration avant conversion, et le gouvernement indien refuse que des religieux viennent de l'étranger pour les convertir, au nom de la lutte contre le prosélytisme, une question sensible en Inde, même si elle vise généralement plutôt les missionnaires chrétiens. Le refus des rabbins étrangers est d'ailleurs soutenu par les organisations de chrétiens évangéliques Mizo, dont certains pasteurs critiquent « le travail des démons qui tentent d'égarer les esprits ».
Shavei Israel, une organisation israélienne consacrée à l'aide au Bnei Menashe et dirigée par Michaël Freund, éditorialiste au Jerusalem Post, fait un lobbying incessant en faveur de l'immigration des Bnei Menashe. L'association a ainsi obtenu à l'été 2007 un assouplissement de la position du gouvernement israélien. Celui-ci a accepté de faire venir en août 2007, 118 Bnei Menashe avant leur conversion (à laquelle s'oppose le gouvernement indien), sous simple visa de tourisme. « Ils passeront les mois à venir à étudier l'hébreu et le judaïsme sous les auspices de Shavei Israel, avant de subir une conversion formelle par le grand rabbinat ». Cent treize autres doivent les rejoindre rapidement, ce qui en fait le plus important groupe à immigrer en si peu de temps.
Début 2010, le gouvernement israélien a annoncé vouloir favoriser l'émigration de la communauté restée en Inde, soit quelque 7 300 personnes. Près de 1 700 vivaient déjà en Israël à cette date. L'émigration serait précédée d'une conversion officielle par le grand rabbinat israélien, tenue au Népal pour contourner le refus indien des conversions. En pratique, la situation est restée bloquée, jusqu'à une nouvelle décision en octobre 2012, et une reprise progressive de l'immigration début 2013.
Les controverses autour de la réalité du judaïsme des Bnei Menashe restent vives en Israël, expliquant que les annonces gouvernementales ne soient pas toujours suivi d'effets. De fait, « l'immigration des Bnei Menashe a été entièrement organisée et financée par un organisme privé - Shavei Israël, organisation sans but lucratif, qui vise à rassembler les groupes d'ascendance juive en Israël et à les reconnecter au judaïsme. [Son] fondateur Michael Freund, [...] ancien conseiller du Premier ministre Benjamin Netanyahu, s'est presque à lui seul chargé de ramener le Bnei Menashe en Israël. Son organisation leur a fourni une éducation juive en Inde, les a convertis selon les normes orthodoxes et les amènent en Israël, où ils ont d'abord été installés dans les colonies de Cisjordanie ». Mais si Freund et ses soutiens, comme le grand rabbin sépharade, ont une influence certaine, ils rencontrent aussi de fortes oppositions, en particulier, mais pas uniquement, à gauche. La question de l'émigration en Israël de toute la communauté reste donc soumis aux rapports de force politiques du moment.
En 2015, 3 000 Bnei Menashe ont émigré vers Israël.
Au printemps 2023, des violences interethniques touchent la communauté des Bnei Menasche restée en inde, dont un membre est tué et dix autres portés disparus. Le 1er janvier 2024, sept membres de la communauté ont été tués lorsque leur synagogue a été touchée par une roquette.

### Bene Éphraïm
Les Bene Éphraïm (en) (ou Juifs Télougou), sont un petit groupe parlant le télougou une langue dravidienne ayant le statut de langue officielle et vivant dans l'Andhra Pradesh un État de l'Inde, dont l'observance du judaïsme date de 1981.
Ils ont été convertis au christianisme aux XIXe siècle, mais affirment avoir des origines juives.
En 1981, une cinquantaine de familles ont décidé de pratiquer le judaïsme, et d'apprendre l'hébreu. Ils ne sont pas reconnus comme juifs par Israël ou les autres communautés indiennes.